# Siddhartha Gautama
Pour les articles homonymes, voir Bouddha (homonymie), Gautama (homonymie) et Siddhartha.
Bouddha

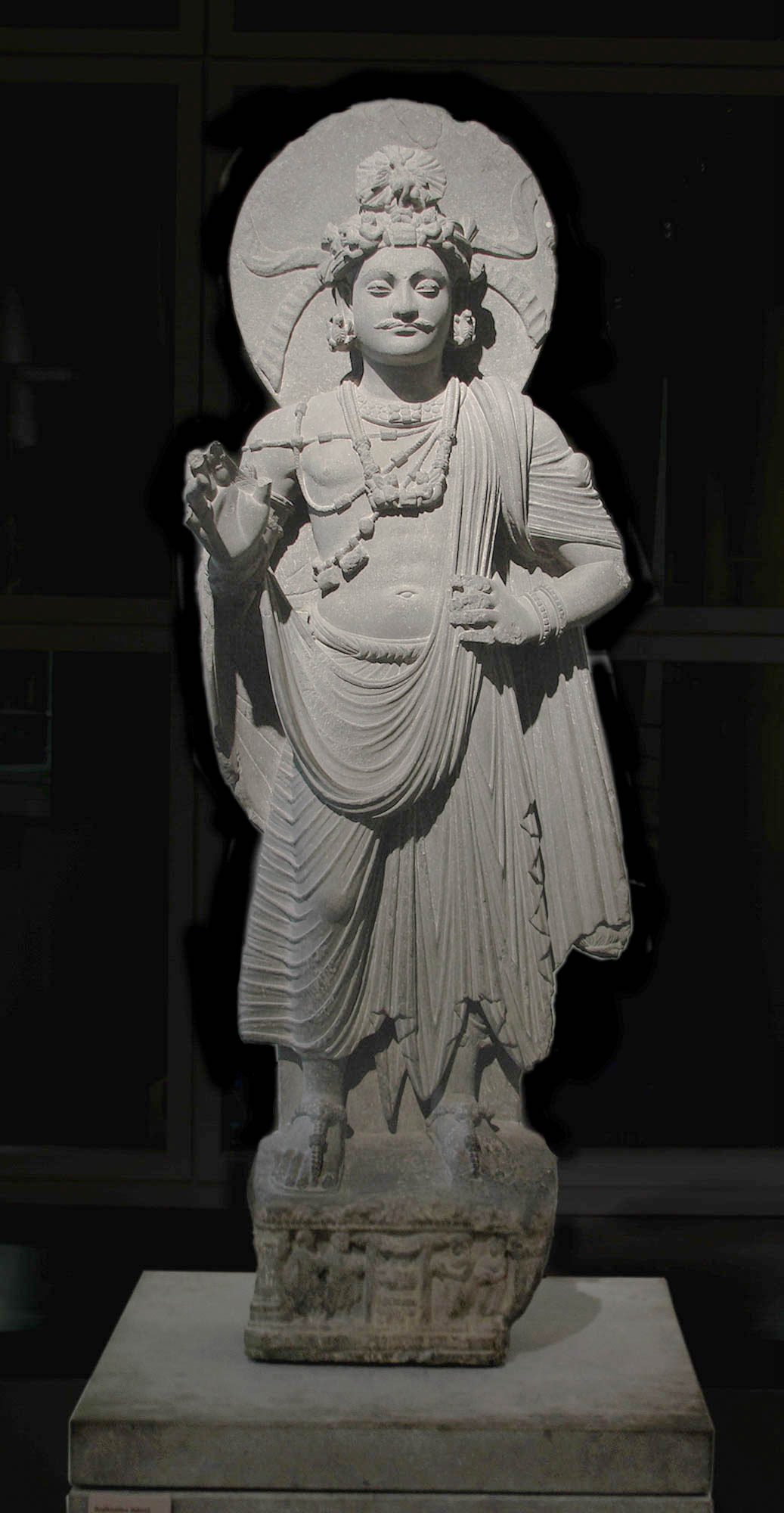
Le prince Siddhârtha Gautama ou Bodhisattva Avalokiteshvara. Gandhara site de Shahbaz-Garhi. Empire Kouchan,. Schiste. Hauteur : 120 cm. Mission Alfred Foucher, Musée Guimet.

Siddhārtha Gautama (sanskrit ; pāli : Siddhattha Gotama), plus couramment désigné comme le Bouddha (« l’Éveillé »), parfois comme Shakyamuni (le « sage des Śākyas »), est un maître spirituel qui vécut au VIe siècle av. J.-C. ou au Ve siècle av. J.-C., fondateur historique d'une communauté de moines errants qui donna naissance au bouddhisme.
Il est né à Lumbinî, dans l'actuel Népal, sur la route de Kapilavastu, la capitale du clan familial, dans l’actuel Teraï népalais, de Māyādevī et Śuddhodana, souverain des Śākyas appartenant à la caste des kṣatriyas guerriers et administrateurs, et fut actif dans les États de Kosala et Magadha au nord-est de l’Inde actuelle.
Il aurait vécu environ quatre-vingts ans, mais les traditions ne s'accordent pas sur les dates exactes de sa vie, que les recherches modernes tendent à situer de plus en plus tard : vers 623-543 av. J.-C. selon la tradition Theravāda, vers 563-483 av. J.-C. selon la majorité des spécialistes du début du XXe siècle, beaucoup au début du XXIe siècle envisageant un parinirvāṇa (mort du Bouddha) entre 420 et 380 av. J.-C..
Tous les courants bouddhistes le considèrent comme le « bouddha pur et parfait » (samyaksambuddha) de notre ère, qui non seulement a atteint l’éveil, mais est capable de « mettre en branle la roue de la Loi » et de propager l’enseignement bouddhiste dans le monde. Son enseignement se transmit oralement pendant trois à quatre siècles avant d’être couché dans les textes du canon pali.
Le titre de Bouddha (en sanskrit buddha, « éveillé », participe passé passif de la racine sanskrite budh-, « s'éveiller ») lui aurait été donné plus tard par ses disciples. Ainsi, doté d’une majuscule dans la notation conventionnelle, ce titre désigne Shakyamuni afin de le différencier des vingt-sept bouddhas qui l'ont précédé, mais aussi des bouddha, au sens de titre donné à des personnes ayant transcendé la dualité samsara/nirvāna selon le bouddhisme mahāyāna. Il est également connu pour être le tathāgata, « l'Ainsi-Venu ou Allé / celui qui est venu / allé ainsi prêcher la bonne Loi » (Dharma).

## Nom et épithètes
Le personnage communément connu sous le nom de Bouddha est nommé de différentes manières dans les textes bouddhistes.
Le terme Bouddha, Buddha en sanskrit et en pali, n'est pas un nom propre mais une épithète qui signifie l'« Éveillé ». Il désigne un individu qui a atteint le stade de l'« Éveil » (ou « Illumination »), bodhi en sanskrit et en pali, c'est-à-dire qu'il a compris l'essence des Quatre nobles vérités qui permettent de mettre fin au cycle des réincarnations, en atteignant l'extinction (nirvana), et qu'il a expérimenté cette dernière,,. Cette épithète n'est pas appliquée par les Bouddhistes qu'au seul Bouddha Gautama, car il y a d'autres Bouddhas (Akshobhya, Amitābha, Vairocana, etc.). Néanmoins, il est courant de le désigner de manière honorifique comme « Bouddha » tout court. Dans les autres langues des pays bouddhistes, ce terme est traduit Fo en chinois, Butsu/Hotoke en japonais, Sans rgyas en tibétain. Les écrits des écoles du bouddhisme ancien désignent aussi le Bouddha Gautama comme un bodhisattva, c'est-à-dire un individu qui est résolu à devenir un Bouddha, dans des textes qui le décrivent avant son Éveil, en particulier dans ses vies antérieures.
Le Bouddha est aussi connu par ses « noms », le plus courant dans les textes en pali étant Gotama Buddha. Le terme Gotama ou Gautama désigne le lignage ou clan (gotra) dans lequel est né le Bouddha, c'est donc en quelque sorte son « nom de famille ». Il s'agit en fait du nom de l'ancêtre du lignage, donc quand il est appliqué à Bouddha il signifie plus exactement « descendant de Gautama ». Le prénom du Bouddha est Siddharta, « Celui qui atteint son but » en sanskrit. Les textes emploient plutôt ce terme pour le désigner avant son Éveil. Le texte biographique intitulé Lalitavistara donne un autre prénom, Sarvārthasiddha, « Celui qui atteint le bien-être de tous ». L'authenticité de ces prénoms, qui semblent avoir été choisis par les biographes à partir de plusieurs possibilités au sein d'une tradition diverse, est douteuse.
Parmi les nombreuses épithètes employées pour désigner le Bouddha, les textes bouddhistes, en particulier ceux de la tradition mahayana, emploient couramment Shakyamuni, Śākyamuni en sanskrit, « le Sage des Shakyas », les Shakyas (sanskrit Śākya, les « capables ») étant la tribu (ou clan, ou ethnie) du Bouddha. Ce terme est notamment employé pour le distinguer des autres Bouddhas qui ont existé et vont exister.
Les autres épithètes les plus courantes sont : tathāgata, l'« Ainsi venu », ce qui renvoie aux attentes messianiques autour de la venue d'un Bouddha, un terme souvent employé par le Bouddha dans les sutras pour se désigner lui-même et désigner les Bouddhas du passé ; samyaksambuddha, « Bouddha/Éveillé complet et parfait » en sanskrit, ce qui renvoie à sa qualité de Bouddha qui a atteint l'Éveil suprême, qui surpasse tous les autres. Le terme sanskrit et pali baghavat, « Bienheureux » (ou plus simplement « Seigneur »), qui désigne en général un humain éminent ou les dieux, est réservé dans la littérature bouddhiste au Bouddha. La liste est loin de s'arrêter là : un texte lexicographique bouddhiste, le Mahāvyupatti, mentionne quatre-vingt épithètes du Bouddha.

## Vie du Bouddha

### Les sources: composition et interprétation
Les connaissances concernant la vie du Bouddha proviennent d'informations éparses, d'abord transmises oralement et qui n’ont été mises par écrit que quelques centaines d'années après sa mort. De fait, les textes bouddhiques les plus anciens  s'intéressent assez peu à la vie de Bouddha, mais plutôt à ses enseignements, figurant dans divers sutras et vinayas. Ils fournissent aussi des éléments biographiques éparpillés, puisque les paroles du Bouddha sont prononcées lorsque d'autres personnes viennent l'interroger et discutent avec lui, à plusieurs reprises en lien avec des événements affectant la vie de la communauté bouddhiste qui s'organise autour de lui. 
La rédaction des textes biographiques n'intervient que plus tard, vers le début de notre ère, en particulier dans la littérature bouddhique en sanskrit,. Parmi les sources biographiques les plus importantes, quelques textes peuvent être distingués :
- le Mahāvastu, de tradition Mahāsāṃghika-Lokottaravādin, en sanskrit, dont la période de rédaction et de remaniements s'étendrait entre les derniers siècles avant notre ère et le IVe siècle de notre ère, est essentiellement un récit de vies antérieures (Jatakas) du Bouddha, qui relate ensuite sa dernière vie jusqu'à la conversion des premiers disciples[19],[20] ;
- le Lalitavistara, de tradition Sarvāstivādin, en sanskrit, daté des IIIe – IVe siècles, accumulation d'éléments sur la vie du Bouddha[16],[19],[20] ;
- le Buddhacharita d'Ashvagosha (v. 80-150) rédigé sous forme de récit épique, qui s'interrompt à l’Éveil du Bouddha, mais la version originale, perdue, allait peut-être jusqu'à son nirvana[16],[21],[20] ;
- le Nidānakathā, de tradition Theravāda, connu par sa version en pali, issue d'une traduction du sanskrit, effectuée au Ve siècle[16],[22].

Aucun texte connu ne présente une biographie complète et systématique (et, à plus forte raison, de version « officielle »), il se trouve des éléments épars qu'il faut joindre pour reconstituer la vie de Bouddha,,. De plus les récits sur les différents épisodes semblent avoir été composés en plusieurs phases par les écoles bouddhistes anciennes, s'intéressant d'abord plutôt à l'atteinte de l’Éveil, avant de se tourner vers les autres moments-clés de son existence, pour arriver finalement à une sorte de canevas biographique commun à tous les Bouddhas. Ces biographies reprennent manifestement des éléments d'autres traditions religieuses, la biographie de Bouddha présentant trop de points communs avec celle de son (supposé) contemporain, le jaïn Mahāvīra, pour qu'il s'agisse d'une simple coïncidence. Avec le temps se sont développés de nombreux récits sur les épisodes de la vie du Bouddha, parfois plusieurs pour un même épisode, pas forcément cohérents, et les rédacteurs des biographies ont procédé à des sélections et remaniements au sein de ce corpus, en fonction des messages qu'ils souhaitent faire passer. 
En effet, les différents textes sur la vie du Bouddha ont essentiellement pour but de dispenser les enseignements contenus dans son existence, la vie du Bouddha ayant une valeur exemplaire pour les bouddhistes,. Ils n'ont donc pas un caractère de travail historique ou biographique. Selon G. Ducoeur, « ce n'est pas la vie de Bouddha qui fait la doctrine, c'est au contraire la doctrine qui fait la vie de Bouddha ». Ils contiennent des éléments légendaires ou mythologiques qui magnifient les accomplissements de leur protagoniste. Aussi est-il assez difficile, voire impossible pour les spécialistes modernes du Bouddhisme, de retrouver des éléments crédibles dans cet ensemble de récits. Il a pu être souligné que même les éléments les plus réalistes contenus dans les sources sur la vie de Bouddha sont partie intégrante de sa légende, donc ne sont pas forcément plus historiquement établis que les éléments merveilleux avec lesquels ils s'entremêlent dans ces mêmes récits. Les tentatives de démêler le vrai du faux dans ces textes pourraient donc être vaines. Il est néanmoins couramment admis que des faits historiques sont à l'origine de nombre de récits concernant la vie du Bouddha. De plus, les différentes sources permettent de dresser un tableau cohérent et relativement fiable du déroulement général de sa vie,,. Deux approches sont alors possibles : essayer de reconstituer une vie de Bouddha « réaliste », expurgée des traditions manifestement mythiques, ou bien préserver ces dernières et reprendre le contenu des biographies traditionnelles, afin de restituer la signification de la vie du Bouddha pour les bouddhistes.
Par suite, d'autres questions restent en suspens, comme celle de savoir s'il est possible de reconstituer la pensée du Bouddha telle qu'il l'a formulée de façon purement orale de son vivant, à partir de textes doctrinaux (surtout les sutras et vinayas du canon pali) dont la fixation par écrit remonte à plusieurs siècles après sa mort, à partir de sources orales et écrites plus anciennes, mais après des remaniements manifestes : certains comme Walpola Rahula et plus récemment Richard Gombrich ont estimé une telle chose possible, car selon eux les textes du canon pali préserveraient avec suffisamment de fiabilité la parole du Bouddha ; d'autres en revanche sont plus sceptiques sur l'« autorité » de ces sources et doutent de la possibilité de jamais connaître son enseignement authentique.

### Historicité et dates
L'historicité du Bouddha, c'est-à-dire savoir s'il a vraiment existé, a été questionnée depuis l'Antiquité, puisqu'une telle interrogation se retrouve dans le Milindapañha, daté du IIe siècle av. J.-C. La doctrine (Dharma) que Bouddha avait transmise à ses disciples et qui avait été diffusée était alors vue comme la seule preuve tangible de son existence. Les premiers indianistes européens du XIXe siècle se sont posé à leur tour cette question, devant la profusion d'éléments merveilleux qu'ils rencontraient dans les récits relatifs au Bouddha : certains ont interprété ce personnage comme une allégorie, ou un personnage construit à partir de motifs mythologiques (notamment Émile Senart), donc un être légendaire. Mais l'idée que Bouddha est bien un homme qui a existé n'est plus contestée par les spécialistes à l'heure actuelle. Cela est cependant loin d'avoir réglé la question de savoir quels faits décrits dans les récits sur le Bouddha avaient une réalité historique, certains doutant qu'il soit possible, et même souhaitable, de tenter de démêler le vrai du faux dans ces récits,.
Toutes les sources s'accordent pour attribuer au bouddha historique une durée de vie de quatre-vingts ans, mais les estimations varient concernant les dates :
- c. 1029-949 av. J.-C., c. 958-878 av. J.-C., c. 746-686 av. J.-C. selon différentes estimations chinoises[34] ;
- c. 961-881 av. J.-C. selon la chronologie tibétaine[34] ;
- c. 623-543 av. J.-C. selon la tradition Theravāda[34] ;
- c. 563-483 av. J.-C. selon la majorité des spécialistes du début du XXe siècle[34] ;
- c. 463-383 av. J.-C. selon des estimations japonaises[35].

Sans arriver à une estimation précise, depuis la fin du XXe siècle la majorité des spécialistes envisageant un parinirvāṇa (mort du Bouddha) entre 420 et 380 (voire 350) av. J.-C.,,.

### Principaux épisodes et trame biographique
Les biographies traditionnelles du Bouddha sont relativement cohérentes. Un texte pali, le Buddhavaṃsa (la « Lignée des Bouddhas »), en donne un résumé, propos placés dans la bouche du Bouddha en personne, au terme de sa vie :

« La ville où je suis né est Kapilavatthou, mon père est le prince Souddhodhana, la mère qui m'a donné le jour est la dame Maya. Vingt-neuf ans, j'ai vécu à la maison, dans les trois palais incomparables de Rama, de Sourama, de Soubhata.  Entouré de quarante mille femmes, de Bhaddacha, mon épouse, et de Rahoula, mon fils. Après avoir vu, pendant mes promenades en char ou à cheval, les quatre signes, j'ai pratiqué durant six années des austérités douloureuses. La Roue (de la Loi) a été mise en mouvement par moi à l'Isipatana de Bénarès, et je suis, moi Gotama, le Bouddha, le refuge de toutes les créatures. […] C'est sous le figuier que j'ai atteint l'Illumination suprême. Ma gloire s'élève à une hauteur de seize coudées. Ma vie embrasse presque un siècle et n'est pas terminée. Tant que je demeurerai sur cette terre, je ferai passer bien des êtres sur l'autre rive et fixerai le flambeau de la Loi pour ceux qui viendront après moi. Car, je n'ai plus longtemps à vivre avec mes disciples ; je m'éteindrai complètement comme le feu qui manque de combustible. »

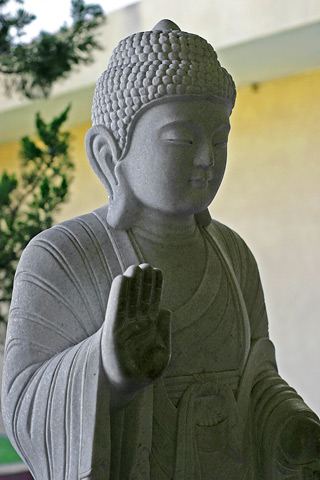
Bouddha faisant le geste de l'apaisement de la crainte (Abhayamudrā).

La vie du Bouddha est souvent résumée en plusieurs étapes marquantes qui ont plus particulièrement une valeur exemplaire pour les fidèles et sont des sujets privilégiés dans les arts bouddhiques. Elles sont souvent au nombre de huit, codifiées dans l'art de l'Inde médiévale, qui se retrouvent également en Extrême-Orient, douze (voire jusqu'à quinze) ailleurs :
1. la descente des cieux Tushita ;
2. le choix de la mère et l'entrée dans la matrice ;
3. la naissance dans ce monde ;
4. la jeunesse et l'éducation princière ;
5. les quatre rencontres et la découverte de la souffrance ;
6. le « grand départ » du foyer et le renoncement ;
7. les années de vie ascétique ;
8. la méditation sous l'arbre de la Bodhi et la défaite des hordes de Māra ;
9. l'atteinte de l'éveil parfait et ultime ;
10. la première prédication et la mise en mouvement de la roue de la Loi ;
11. l'entrée au parinirvana, l'ultime extinction ;
12. les funérailles, dignes d'un monarque.

Cette biographie a par ailleurs une valeur d'archétype. Dès l'époque du bouddhisme ancien s'impose l'idée que tous les êtres atteignant le statut de Bouddha passent par les mêmes étapes. Un texte pali, le Mahāpadāna Suttanta, rapporte ainsi les vies de sept Bouddhas, jusqu'à Shakyamuni inclus, qui sont quasiment identiques : avant-dernière existence aux cieux Tushita, naissance miraculeuse, expériences de l'Éveil puis enseignement de la Loi. Cela implique souvent l'idée que tous ceux qui sont destinés à devenir des Bouddhas doivent reproduire les actes de Shakyamuni et des Bouddhas antérieurs.

### Contexte politique et culturel

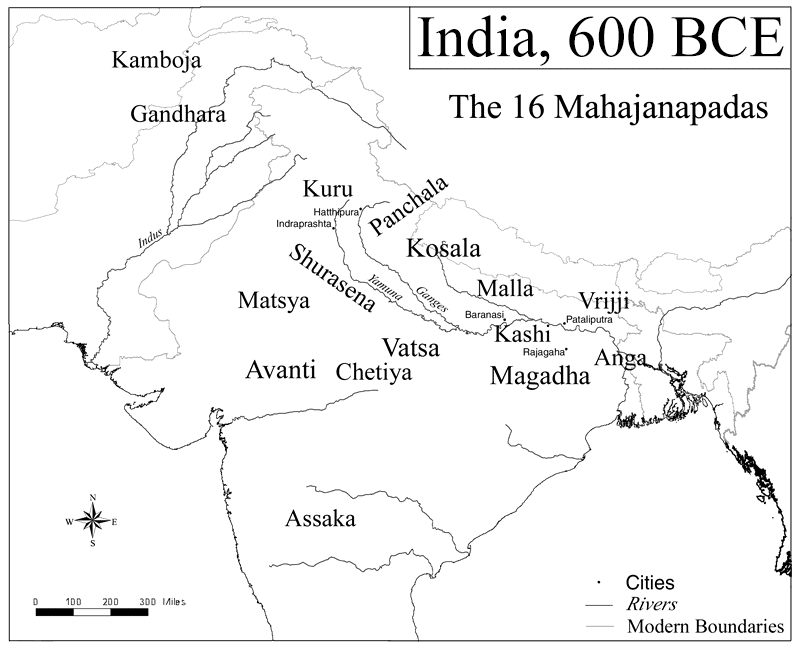
Les seize principales cités-États (mahajanapada) du nord de l’Inde au Le Kosala se considérait suzerain de Kapilavastu.

À l’époque de Gautama, le nord de l’Inde est divisé en cités-États (janapadas). Malgré l’existence d’un système de castes, le territoire abrite un certain nombre de républiques et chefferies au pouvoir politique diffus et à la stratification sociale limitée, appelées gana-sanghas. Les Shakyas auxquels Gautama appartenait, dépendants du janapada de Kosala selon l’Agganna sutta, vivaient probablement dans un système oligarchique, voire républicain, et ne semblent pas avoir suivi un système de castes.
Le bouddhisme, qui se développera dans le contexte de l'Inde védique, naît aux marges extrêmes de sa zone d’influence. Selon Romila Thapar, la structure politico-sociale gana-sangha pourrait avoir favorisé l'apparition de communautés d'ascètes. Le bouddhisme originel partage le terrain spirituel avec d'autres écoles ; différents maîtres contemporains de Gautama développent leur vision du nirvāņa et présentent un moyen de l'atteindre. On peut en avoir un aperçu dans le Brahmājālasūtta qui énumère et critique soixante-deux vues contemporaines du bouddhisme originel. Parmi les écoles concurrentes, le jaïnisme, qui présente avec lui plusieurs ressemblances, est la seule à avoir survécu.
Des notions importantes de l'hindouisme se verront remaniées dans le bouddhisme, comme le concept de réincarnation ou renaissance dans une vie future, de karma, les dhyanas, le statut de dieux comme Brahma.

### Le début de la vie du futur Bouddha

#### Parenté et clan
Sa mère Māyādevī était issue du clan des Koliyas, tantôt allié tantôt adversaire des Shakyas.

#### Naissance
Gautama serait né dans un bois sacré d’ashokas ou de sals de Lumbinî, non loin de Kapilavastu, la cité où régnait son père Śuddhodana, située au Népal sur les contreforts de l'Himalaya. C’était une des villes des Shakyas, qui s’identifiaient comme kshatriyas. 
La plupart des bouddhistes le considèrent comme un être humain devenu Bouddha par lui-même. Les récits de la naissance de Gautama sont cependant remplis de détails mythiques : sa mère (dont le nom signifie « illusion ») l’aurait conçu en songe dans le palais de Kapilavastu le soir d’une fête (Uttarāsālhanakkhatta), alors qu'elle observait l'abstinence depuis sept jours : un bodhisattva venu du ciel Tusita sous la forme d’un éléphanteau blanc à six défenses, tenant dans sa trompe un lotus blanc, pénétra dans son corps par le flanc avec sa trompe. La naissance arrivant à son terme, alors qu'elle quittait Kapilavastu pour se rendre chez ses parents et y accoucher, elle aurait enfanté debout dans le jardin du Lumbinî, accrochée à une branche d'arbre, une nuit de pleine lune du mois de Visakha, tandis que les divinités brahmaniques faisaient pleuvoir des pétales de fleurs sur elle. Sitôt sorti du flanc de sa mère, l'enfant se serait mis debout et aurait « pris possession » de l'Univers en se tournant vers les quatre points cardinaux, puis aurait fait sept pas vers le nord.

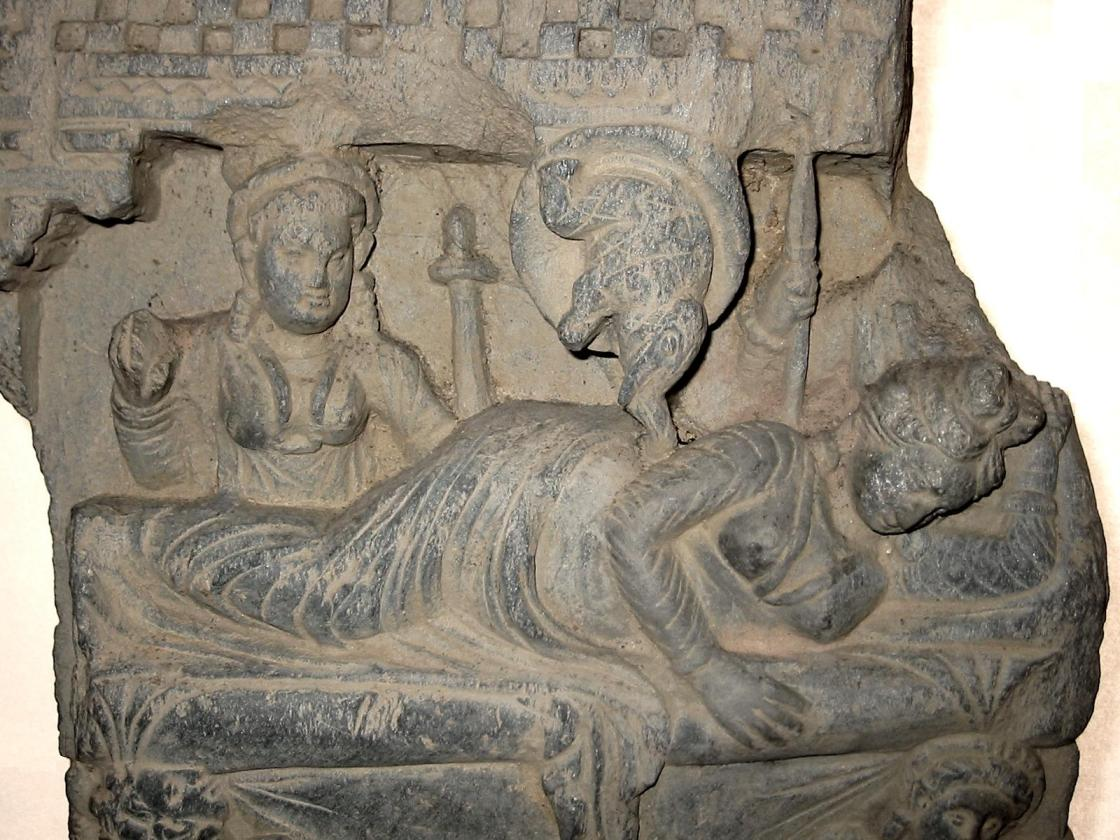
Le futur Bouddha pénètre dans le sein de sa mère endormie sous la forme d’un éléphanteau – art du Gandhara, IIe – IIIe siècle apr. J.-C.
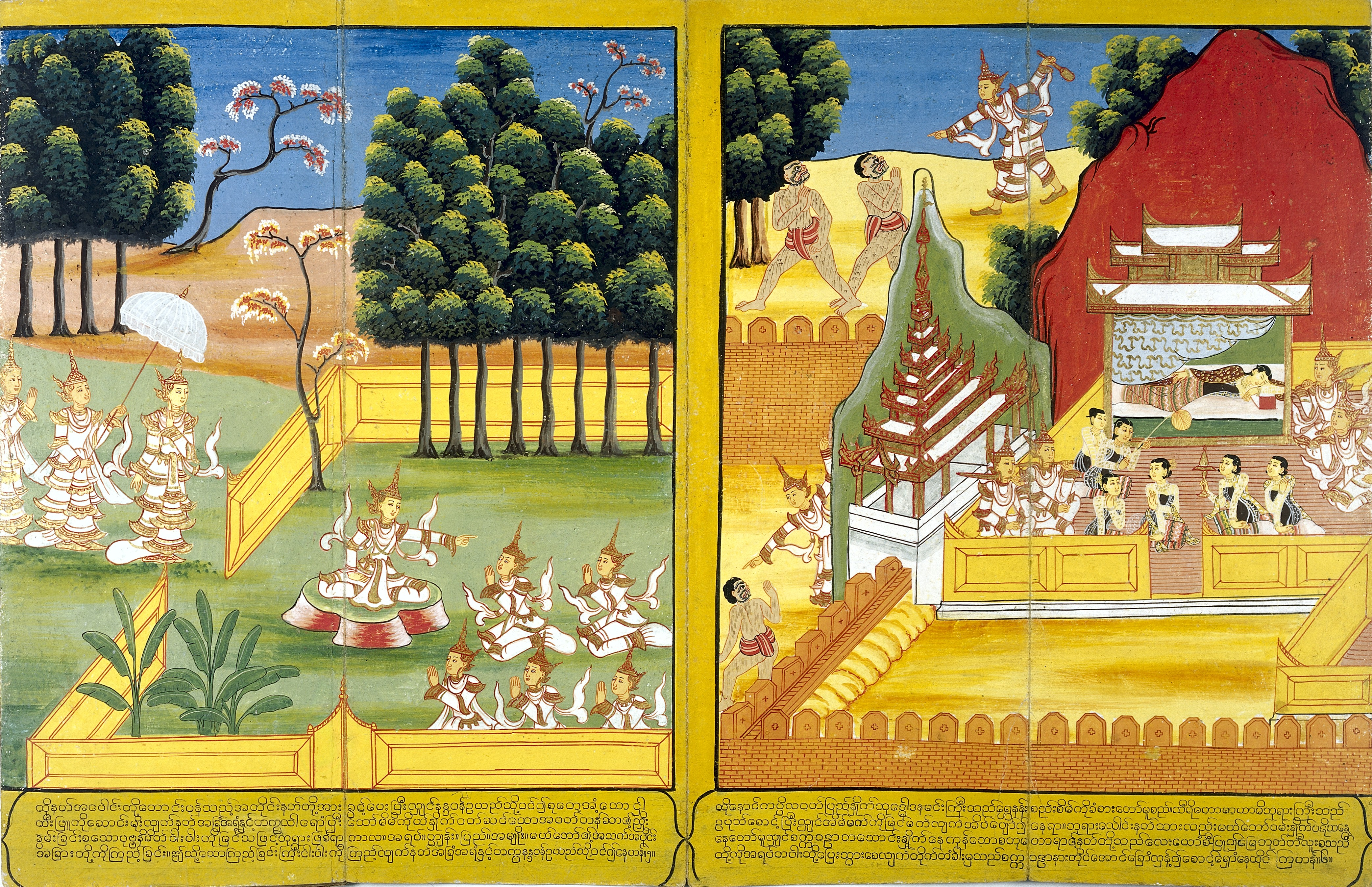
Le Deva Setaketu se rend au parc Nanda afin de renaître. Pendant ce temps, la reine Maha-Maya rêve que le Deva Setaketu, sous la forme d'un éléphant blanc, rentre en elle.
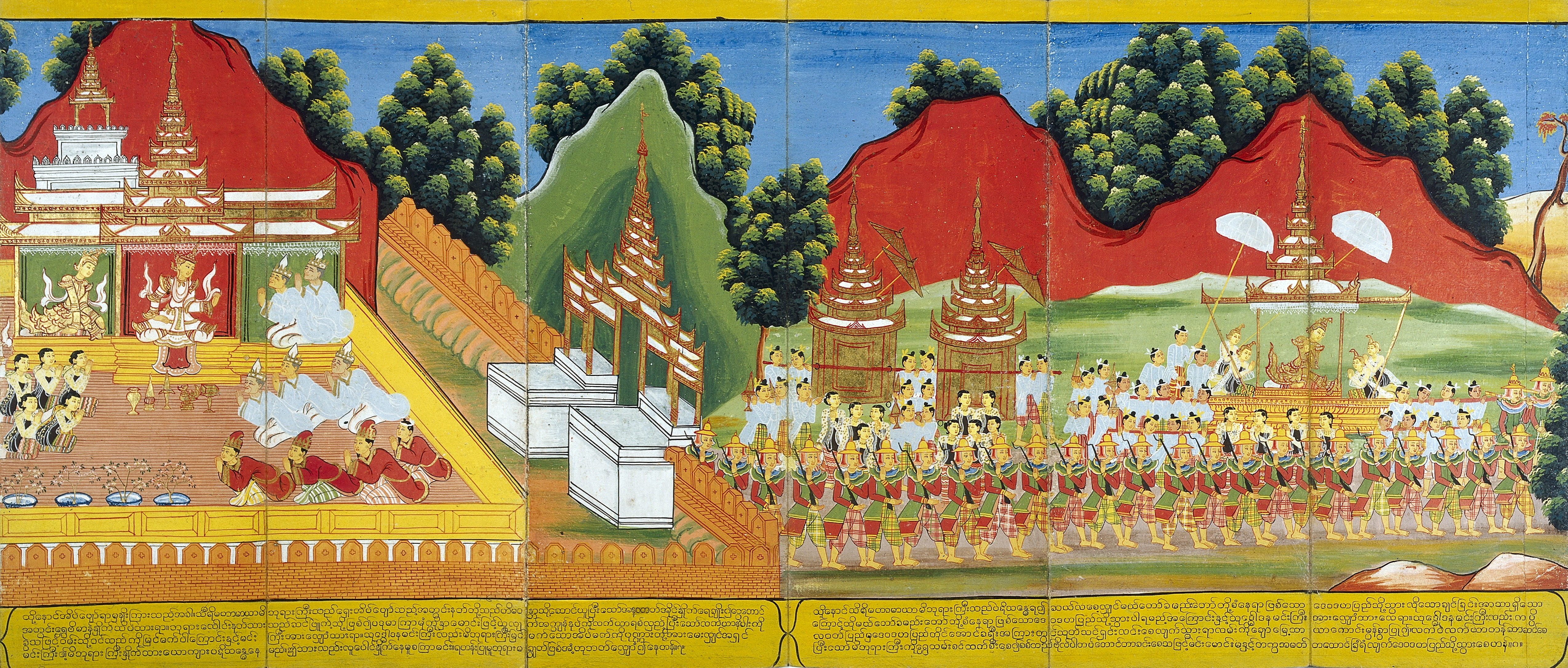
Le roi Suddhodana demande aux brahmanes d'interpréter le rêve de la reine Maha-Maya. 10 mois lunaires après la conception, elle quitte le palais pour Devadaha afin de pouvoir accoucher.
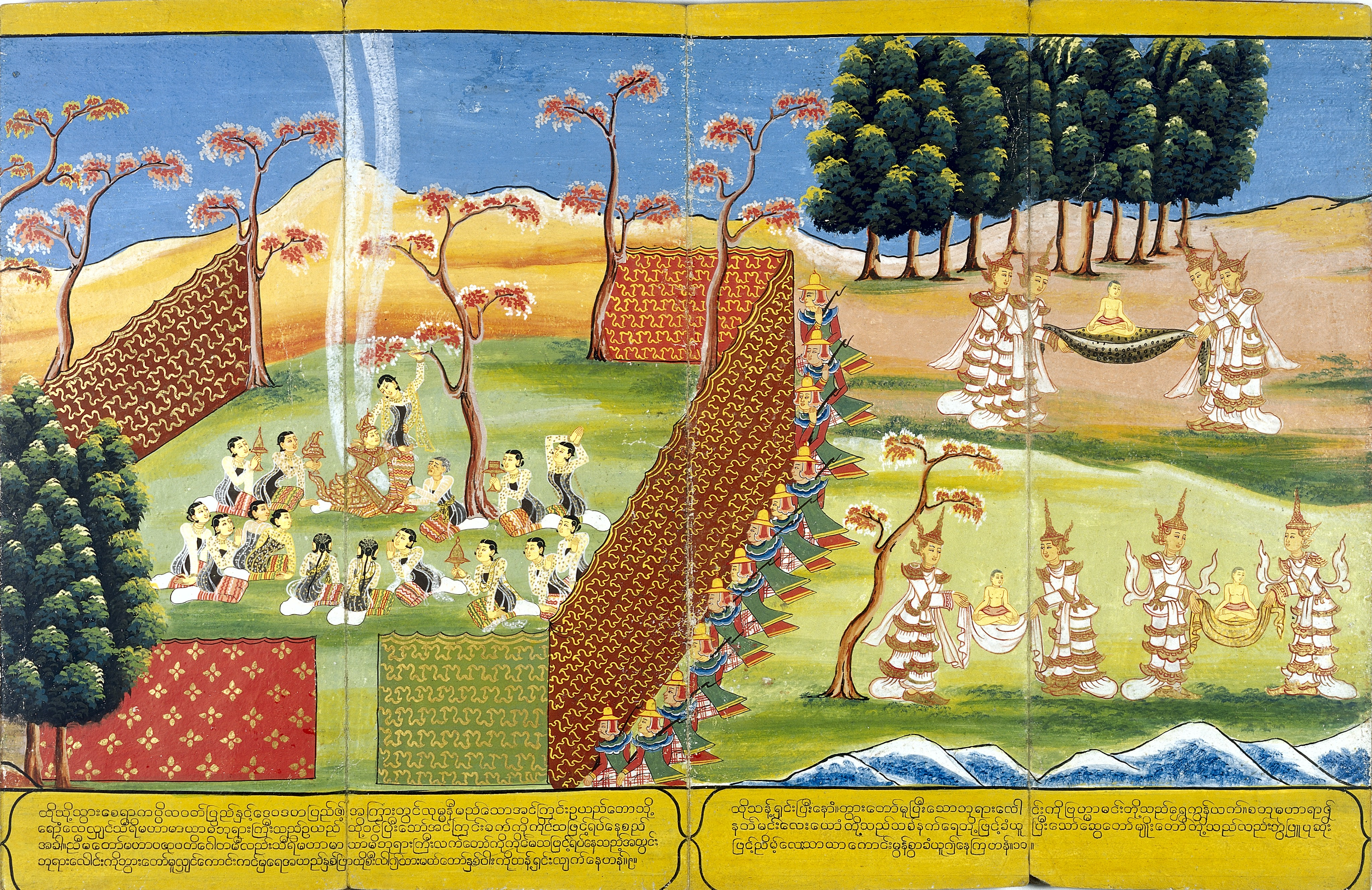
La reine s'arrête dans le jardin de Lumbinî et donne naissance à Gautama. Le Bodhisatta est reçu par les Brahmanes. Wellcome Library, XIXe siècle.
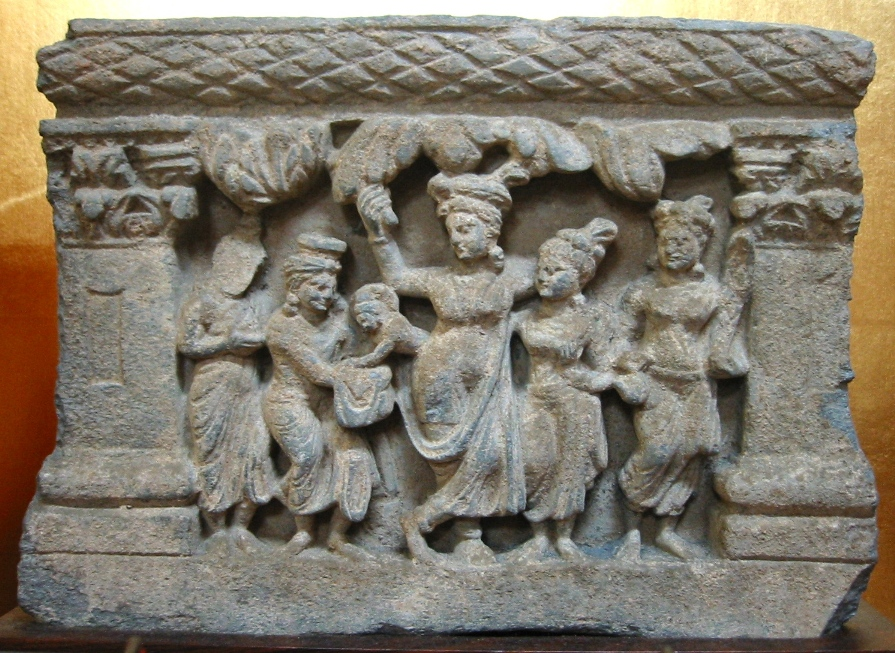
Naissance du Bouddha dans le bois sacré – art du Gandhara, IIe – IIIe siècle apr. J.-C.

Māyādevī serait morte une semaine plus tard, confiant son fils à sa sœur et coépouse Mahāprajāpatī Gautamī.
Les récits de sa naissance racontent que le sage Ashita, ancien guru de Śuddhodana et alors ermite dans l'Himalaya, aurait vu grâce à ses pouvoirs la naissance de Gautama et vint lui-même examiner l’enfant, sur le corps de qui il reconnut les marques d'un bouddha. Lors du choix du prénom au cinquième jour, huit brahmanes éminents étaient présents ; sept prédirent que l’enfant serait soit un grand roi soit un ascète, mais le plus jeune, Kondañña, vit clairement qu’il était le prochain bouddha,.

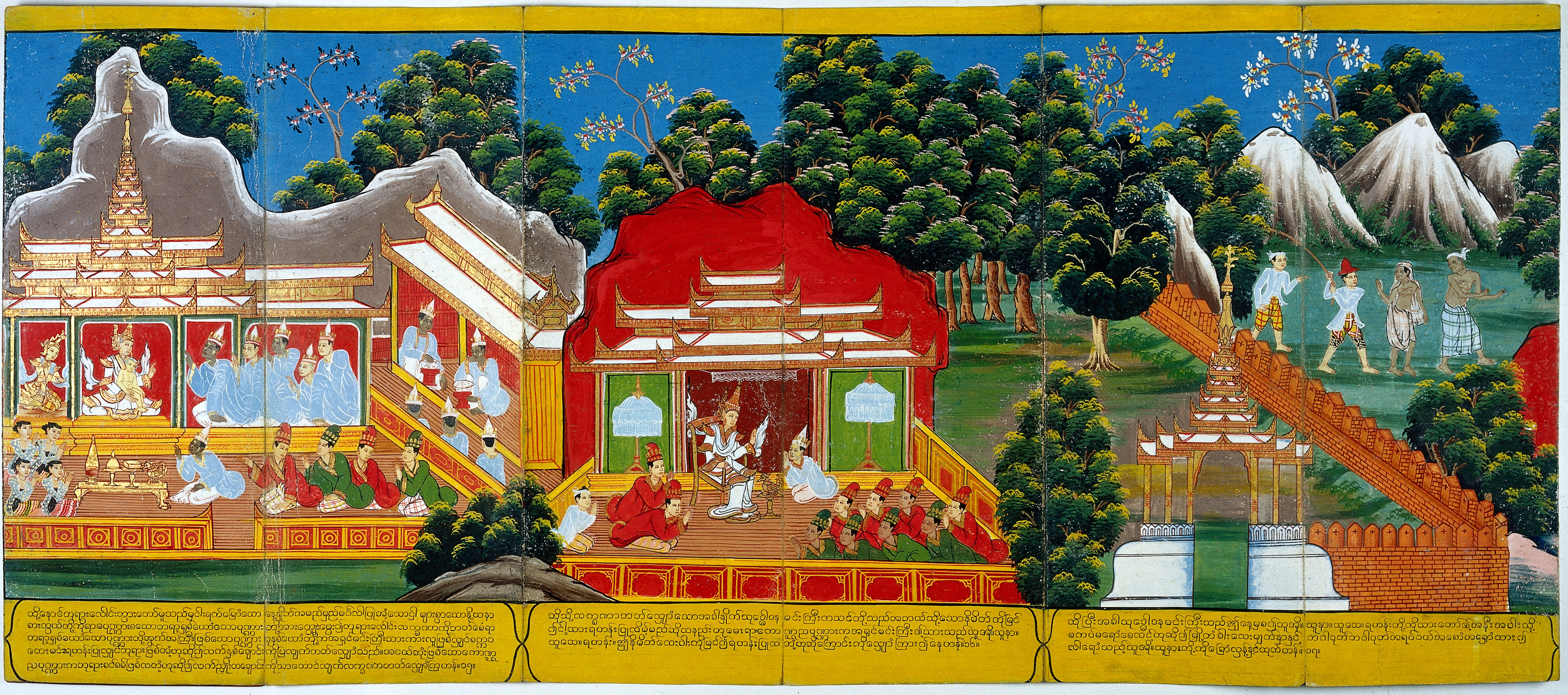
La prédiction des Brahmanes.

#### Jeunesse, vie au palais et mariage
Certains textes du canon pali prétendent qu’il connut sa première expérience de méditation et atteignit le premier degré du jhana alors qu’il n'était encore qu'un jeune enfant, assis sous un jambu lors d’une cérémonie de labour effectuée par son père. D’autres textes situent l’événement plus tard dans sa vie.
Selon les Jatakas, c’est à seize ans qu’il épousa la jeune princesse Yaśodharā qui lui donnera un fils, Rāhula. Selon André Bareau, la mère de Rahula était ignorée des quatre premiers Nikayas et des Agamas, mais sa légende s'est développée avec de nombreux détails à partir du Ier siècle av. J.-C..
Gautama aurait passé ses vingt-neuf premières années dans le respect de l'hindouisme et entraîné au maniement de l'arc comme un vrai kṣatriya, mais pourtant tenu à l'abri de la vue de la souffrance et de la mort, et même maintenu selon certaines versions dans l'enceinte du palais familial. Les brahmanes lui ayant prédit un avenir de roi ou d'ascète avaient en effet recommandé à son père de prendre cette précaution s'il voulait éviter que la deuxième option ne se réalise. Śuddhodana espérait bien sûr que son fils deviendrait un roi et pensait qu'une vie de facilité l'empêcherait de réfléchir aux difficultés et à la souffrance.

### Chemin spirituel et Éveil

#### Découverte de la souffrance: les quatre signes

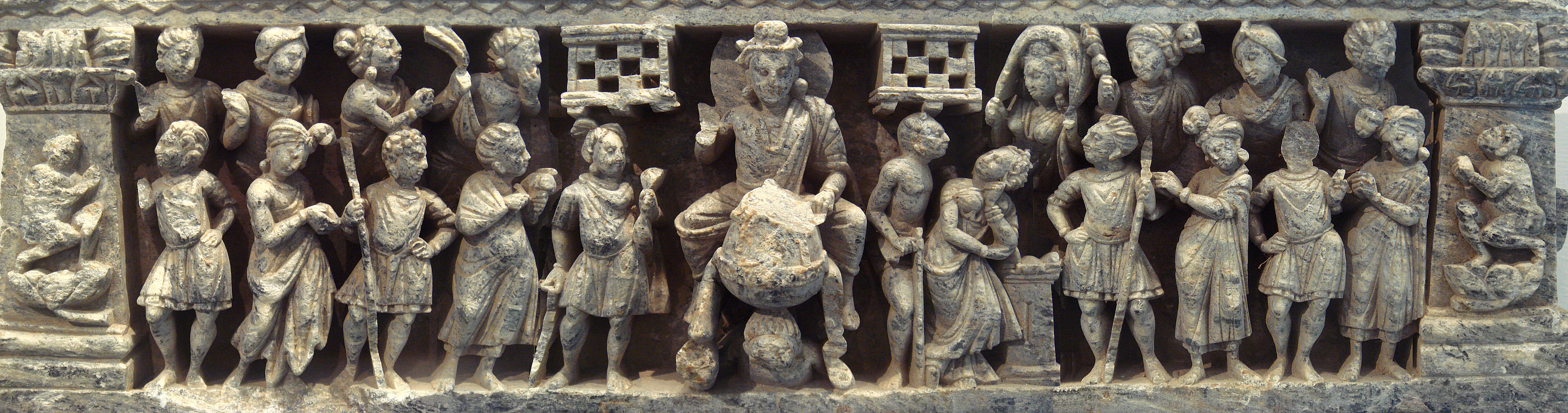
Abhiniskramana, la grande renonciation : Gautama quitte Kapilavastu.

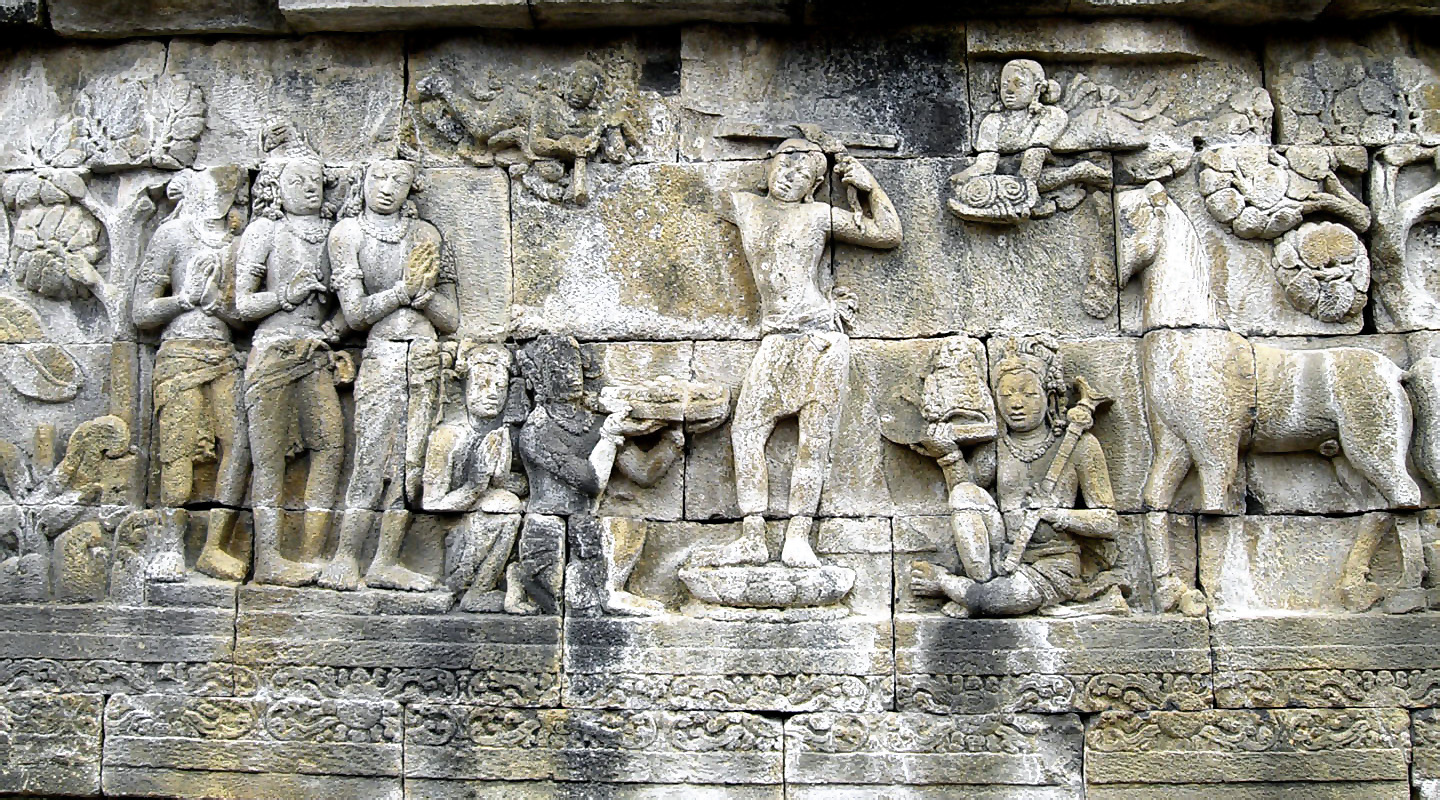
Gautama se rase la tête et devient un ascète, Borobudur, VIIIe siècle.

La tradition affirme qu'à 29 ans, alors qu'il se promène hors de l'enceinte du palais, il découvre la souffrance endémique de son peuple qui lui avait été cachée jusqu'alors et le fossé qui la sépare du luxe de sa vie aristocratique.

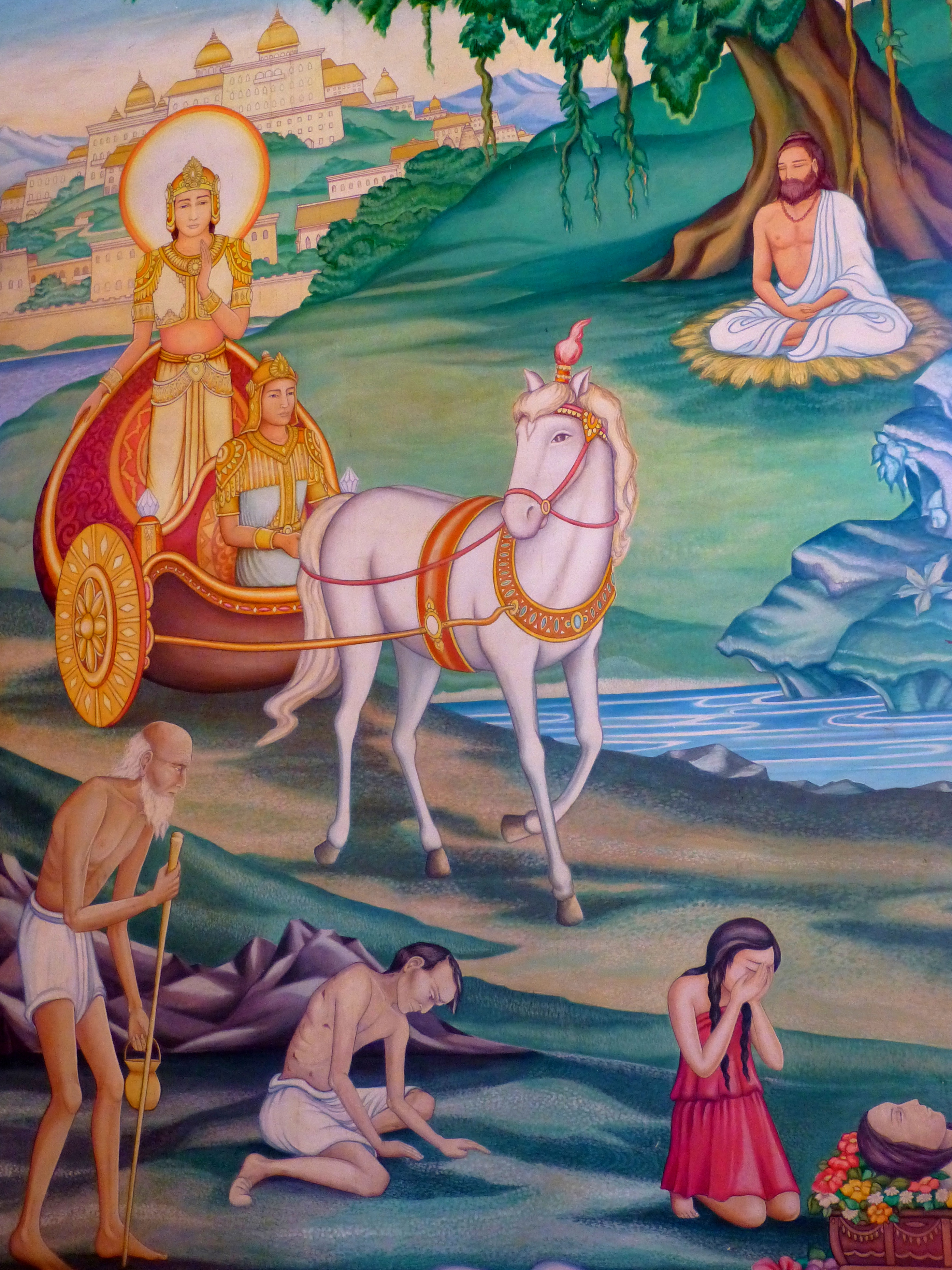
Gautama rencontre un malade, un vieillard, un cadavre et un ermite.

La tradition affirme que quatre rencontres changent sa vie : un vieillard lui fait prendre conscience de la souffrance du temps qui passe et de la déchéance du corps vieillissant ; un malade lui apprend que le corps souffre aussi indépendamment du temps et un cadavre que l'on menait au bûcher lui révèle la mort dans tout son caractère sordide. Enfin, un ermite lui montre ce que peut être la sagesse. Selon diverses sources du canon, après la première rencontre, il fait part de son étonnement à son cocher Channa, qui l’emmène hors du palais où il découvre les autres signes et prend pleine conscience de l’ubiquité de la souffrance.

#### Renonciation et ascétisme

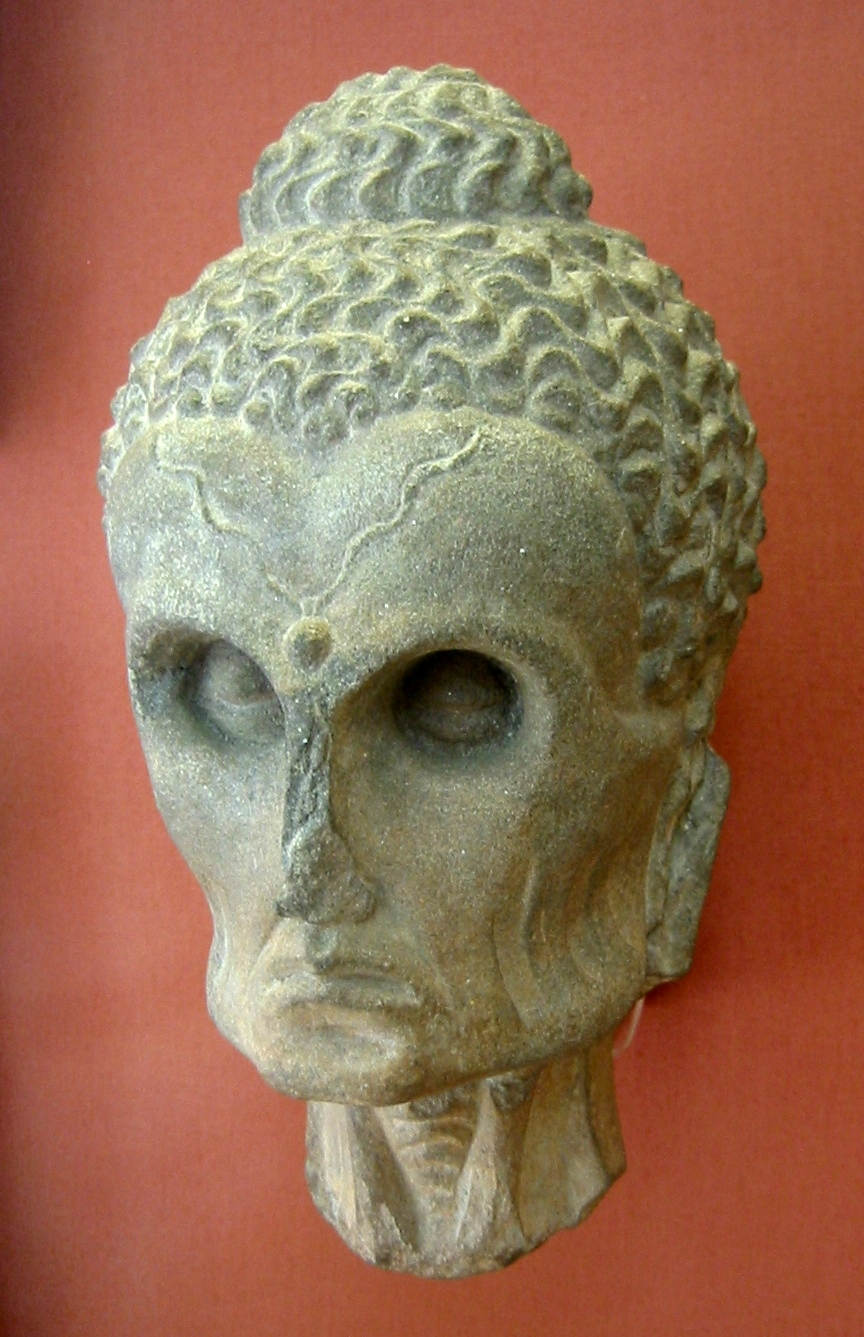
Gautama émacié durant sa période d’ascétisme extrême.

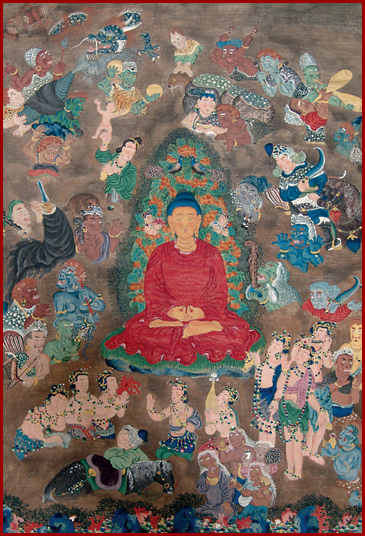
Scène de la vie du Bouddha, par le 10e karmapa, XVIIe siècle

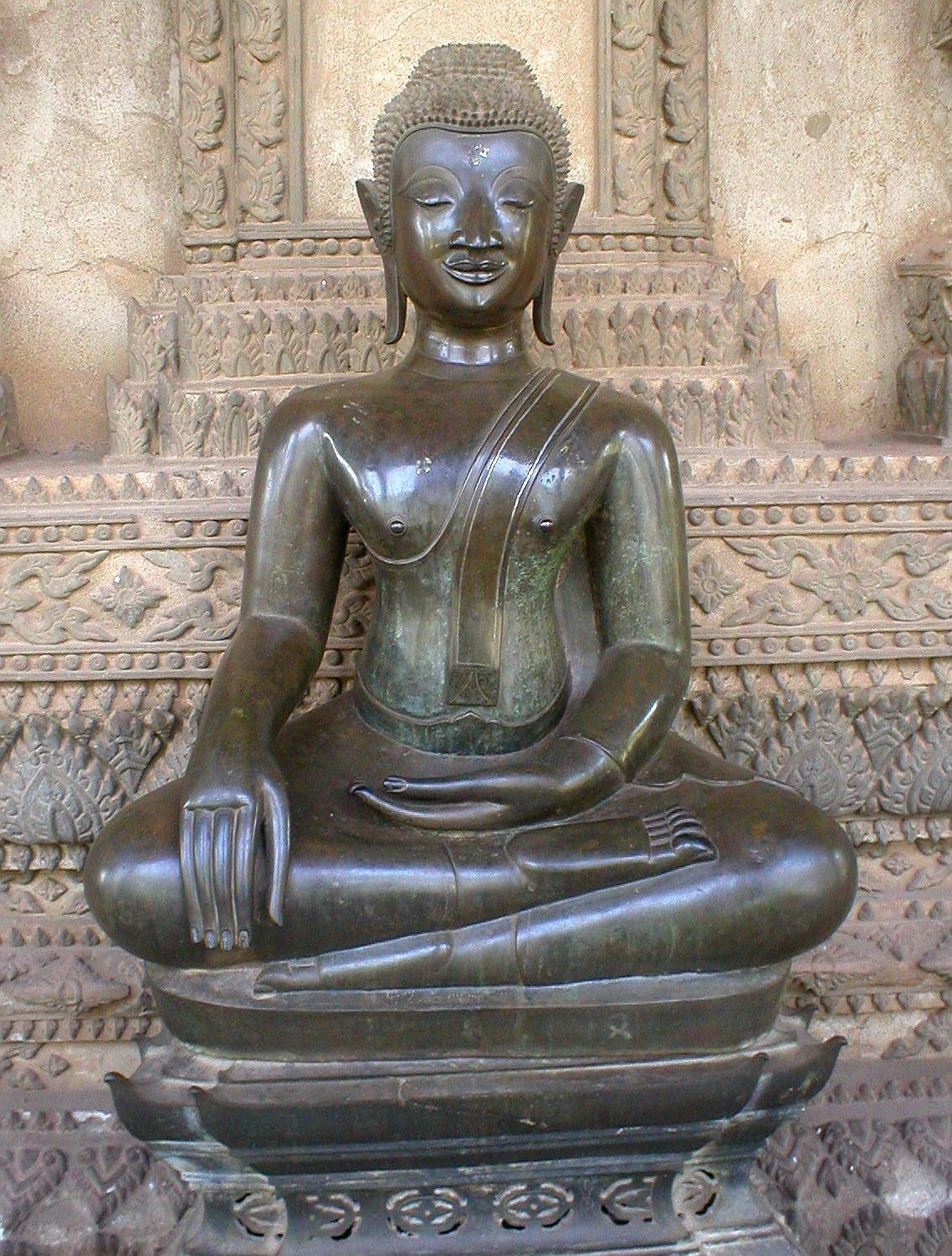
Le Bouddha prend la Terre à témoin juste avant son Éveil ; Musée du Vat Phra Kèo (Vientiane, Laos), XVIIIe siècle.

La tradition affirme qu'il rejette alors titre et palais, c’est « la grande renonciation » (abhiniskramana). Selon la tradition palie, c’est une nuit de pleine lune du mois d’āsālha qu’il quitte Kapilavastu sur son cheval Kanthaka accompagné de son cocher Channa, les quatre gardiens célestes étouffant le galop et le hennissement du cheval pour que personne ne s’aperçoive de rien. Il commence alors une vie d'ascèse, suivant les enseignements de plusieurs ermites renonçants (saṃnyāsin ou sâdhu), et entreprend des pratiques méditatives austères.
D'après la tradition, le Bouddha fut influencé par les concepts de son époque et de son temps. Il eut pour maître le brahmane Arada Kalama, mais ce qu'il apprit – maîtriser le septième dhyāna, la sphère du néant – ne lui sembla pas suffisant. Il se rendit à Rajagriha et prit comme second maître Udraka Ramaputra, qui lui enseigna le huitième dhyāna, la sphère de ni perception ni non-perception. Là encore, le Bouddha estima ne pas avoir trouvé la voie vers le nirvana.
Selon la tradition, pendant six ans, il pratiqua les austérités avec cinq autres ascètes méditant, dont Kondañña qui l’avait identifié comme futur bouddha à sa naissance. Affaibli par son abstinence, il faillit un jour se noyer durant un bain. Constatant que ces pratiques ne l'avaient pas mené à une plus grande compréhension du monde, il décida de trouver une autre voie. Il se remémora alors l’épisode passé où il avait atteint la première jhāna sous un jambu. Il décida de délaisser les austérités extrêmes et de se concentrer sur la méditation, traçant la voie moyenne qui consiste à nier les excès, comparable au « rien de trop » delphique : refuser le laxisme comme l'austérité excessive. Ses compagnons pensèrent qu'il délaissait la pratique et l’abandonnèrent.

#### Éveil
Selon la tradition, son éveil ou illumination, à 35 ans, 6 ans après avoir quitté le palais, est le plus souvent narré de façon synthétique : dans la même journée, méditant sous un banian à Uruvelā près de Bodh-Gaya, il met fin à ses mortifications en acceptant un bol de riz au lait des mains de la villageoise Sujāta, puis après un bain rituel et un après-midi de méditation dans un bois de sals, va s’asseoir sous un pipal et fait le vœu de ne pas bouger de cette place avant d'avoir atteint la vérité ultime.
Plusieurs versions légendaires racontent comment Māra, démon de la mort et des passions, effrayé du pouvoir que le Bouddha allait obtenir contre lui, tente de le sortir de sa méditation en lançant contre lui des hordes de démons effrayants. En vain : c'est avec le geste souvent représenté dans l'iconographie de « prise de la terre à témoin » de ses mérites passés (bhûmisparshamudra) que Siddhārtha les repousse, niant simplement les présences démoniaques sans les combattre, en toute sérénité. Il peut ainsi poursuivre sa nuit de méditation et accède à l'éveil à l’aube.
Les quatre à sept semaines suivantes, selon les versions, voient le retour sporadique de Māra et de ses filles séductrices, toujours sans effet. Le Bouddha médite dans différents endroits, dont un abri constitué par le corps du roi nāga Muchalinda.

#### Mise en mouvement de la roue de la Loi

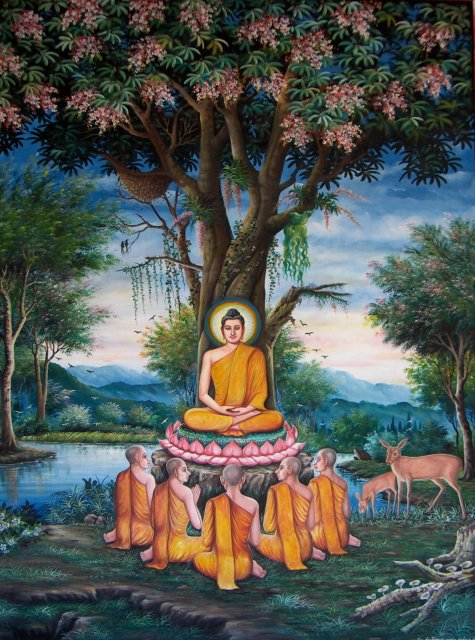
Le Bouddha donnant son premier sermon à Sarnath (près de Bénarès) ; Wat Chedi Liem (Thaïlande).

Selon la tradition, devenu Gautama Bouddha (après avoir atteint l'éveil) il hésite à enseigner, se demandant si une telle parole sera entendue. La tradition fait intervenir un nâga qui le convainc de faire profiter l'Humanité de sa connaissance. 
La mise en mouvement de la roue de la loi désigne le premier sermon de Gautama, dans lequel il énonce les quatre nobles vérités au groupe de cinq ascètes avec qui il vivait avant son éveil, et furent donc ses premiers disciples religieux. On notera en effet que, selon certaines versions de la vie du Bouddha, ses premiers disciples ne furent pas des religieux mais deux laïcs du nom de Trapusa et Bhallika.
D'après la tradition, il affirme qu'il a réalisé l'éveil ou la compréhension totale de la nature et des causes de la souffrance humaine et des étapes nécessaires à son élimination. Cette illumination, possible pour tous les êtres, s'appelle la bodhi et donne son nouveau nom à Siddhārtha : celui qui a atteint la bodhi est un Bouddha.
La tradition rapporte que Gautama Bouddha a bien insisté sur le fait qu'il n'était ni un dieu, ni le messager d'un dieu et que l'illumination n'était pas le résultat d'un processus ou d'un agent surnaturel, mais plutôt le résultat d'une attention particulière à la nature de l'esprit humain, et qu'elle pourrait être redécouverte par n'importe qui pour son propre profit.
Deux interprétations différentes de cette affirmation départagent le bouddhisme ancien et le bouddhisme mahāyāna. La première est qu'il est possible à chacun, en tant que pratiquant de l'enseignement de Gautama, d'atteindre l'éveil et de sortir du saṃsāra.
La deuxième est que tout être sensible possède en lui la nature de Bouddha (tathāgatagarbha), véritable nature de l'esprit, appelée parfois « graine d'éveil ». Cette interprétation, qui postule l'existence d'une nature universelle ontologique ou transcendante, est rejetée par le Theravāda orthodoxe.

### La diffusion de la Loi
Selon la tradition, pendant les quarante-cinq années restantes de sa vie, le Bouddha voyage dans la plaine gangétique du centre de l'Inde (la région du Gange et de ses affluents), enseignant son savoir à une grande variété de personnes. 

### La fin de vie et les funérailles

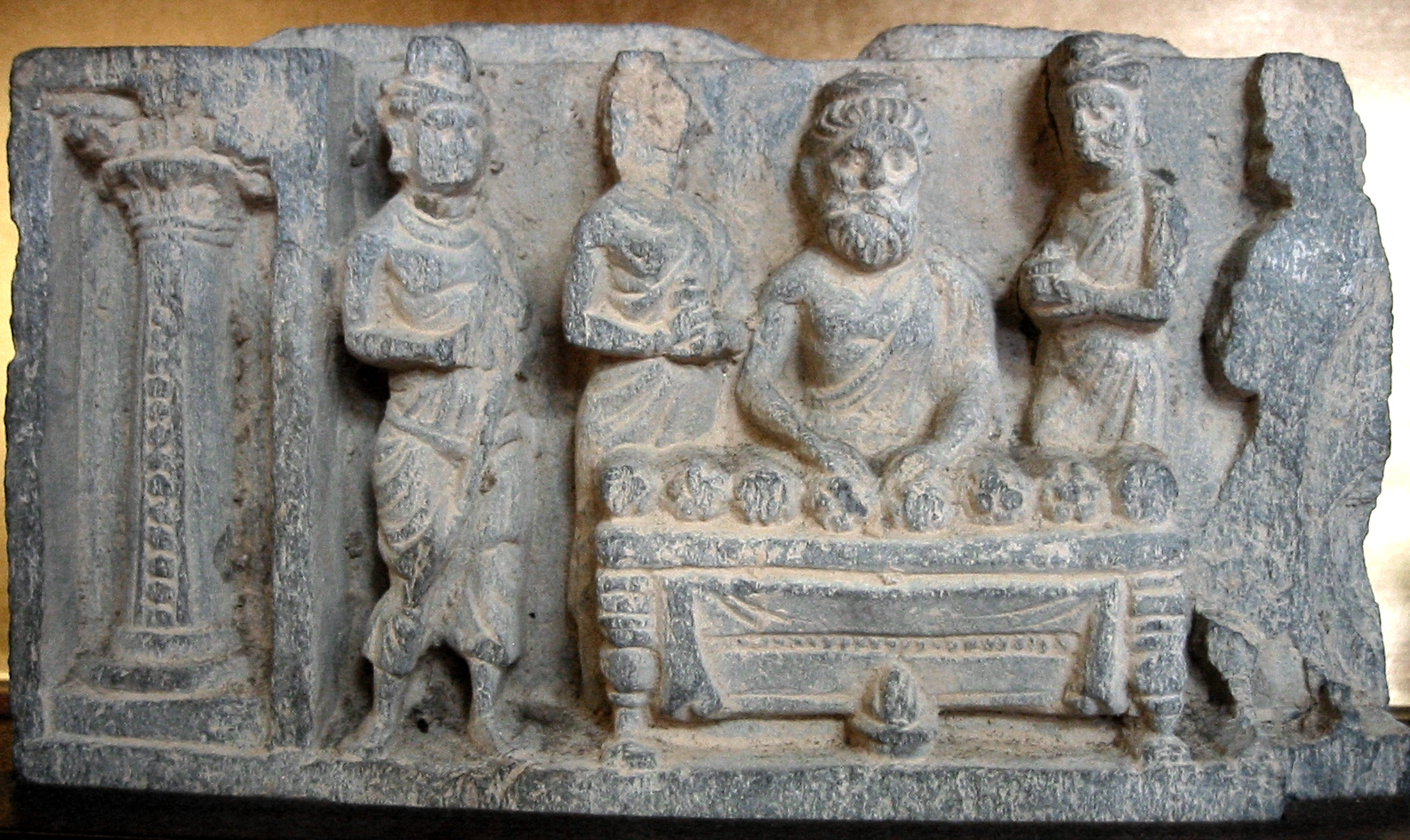
Le partage des reliques du Bouddha, art gréco-bouddhique du Gandhara, ; Zenyōmitsu-ji, Setagaya.

Le Bouddha mourut, selon la tradition, à quatre-vingts ans près de la localité de Kusinâgar. Il expira en méditant, couché sur le côté droit, souriant : on considéra qu'il avait atteint le parinirvāṇa, la volontaire extinction du soi complète et définitive. Le Bouddha n'aurait pas souhaité fonder une religion. Après sa mort s'exprimèrent des divergences d'opinions qui, en l'espace de huit siècles, aboutirent à des écoles très différentes.
Selon le Mahāparinibbāṇa Sutta, les derniers mots du Bouddha furent : « À présent, moines, je vous exhorte : il est dans la nature de toute chose conditionnée de se désagréger — alors, faites tout votre possible, inlassablement, en étant à tout moment pleinement attentifs, présents et conscients. »
Selon ce même sutra, son corps fut incinéré mais huit des princes les plus puissants se disputèrent la possession des sarira, ses reliques saintes. Une solution de compromis fut trouvée : les cendres furent réparties en huit tas égaux et ramenées par ces huit seigneurs dans leurs royaumes où ils firent construire huit stūpas pour abriter ces reliques. Une légende ultérieure veut que l'empereur Ashoka retrouva ces stūpas et répartit les cendres dans 84 000 reliquaires, les seuls stūpas datant de l'époque de cet empereur étant ceux de Sanchi et de Bharhut.

## Doctrine et discipline
Le Bouddha aurait décrit ses enseignements par l'expression dharma vinaya, ce qui peut être traduit par « doctrine et discipline ». Cela revient à dire que ses principaux enseignements ont consisté à fournir un socle doctrinal et un code de conduite pour la communauté qui se forme autour de lui, posant les bases du Bouddhisme.

### Sources: la parole du Bouddha?
Le Bouddha n'a laissé aucun écrit, il s'est toujours exprimé sous forme orale à un auditoire hétéroclite, l'écriture n'étant probablement pas utilisée en Inde au Ve siècle av. J.-C. Ce sont donc ses disciples qui se sont chargés de transmettre ses enseignements doctrinaux et ses prescriptions disciplinaires, avant de commencer à le coucher par écrit. Cela ne fut pas une mince affaire : la tradition bouddhiste rapporte la tenue de pas moins de trois « conciles », dont un qui a lieu tout juste un an après la mort du Bouddha, pour organiser et transmettre l'héritage spirituel du maître. Concrètement, au sortir de cette période de formation du corpus bouddhiste, la doctrine se trouve dans les écrits appelés sutra, et la discipline monastique dans ceux appelés vinaya ; on y adjoint un troisième ensemble de textes qui ne découle pas directement des enseignements du Bouddha, mais de commentaires de sa doctrine, appelé abhidharma. Il en est résulté un corpus de textes « canoniques » fondamentaux désigné par l'expression de « Trois corbeilles », souvent présentés comme la « parole du Bouddha » (buddhavacana), même si les traditions bouddhistes se divisent quant à la fixation de leur contenu et leur portée.
Selon la tradition bouddhiste, c'est lors du premier « concile » que ce serait constitué cet ensemble de textes, à partir des paroles de deux des plus éminents disciples du maître, Ananda (plus spécifiquement responsable des sutra) et Upali (sur les vinaya). Ainsi serait garanti le fait qu'ils rapporteraient fidèlement la parole du Bouddha. D'abord transmis oralement, ils auraient été couchés par écrit par la suite. La plus ancienne trace d'une rédaction de textes bouddhistes pourrait remonter au règne du roi Ashoka, au IIIe siècle av. J.-C. La composition du corpus dans les écoles du bouddhisme ancien se constitue dans les siècles suivants, en pali et en sanskrit, et leur contenu évolue plus ou moins en fonction des débats et préoccupations qui animent ces différents courants. La tradition Theravāda considère que son canon en pali renvoie à l'enseignement authentique du Bouddha, et que cette langue était celle dans laquelle s'était exprimé le Bouddha. Ce statut a longtemps été accepté par les chercheurs avant d'être remis en cause. Il est évident que ces textes n'ont été mis par écrit qu'aux débuts de l'ère chrétienne et ne reprennent probablement pas une langue parlée du temps du Bouddha : quand bien même ils dériveraient de ses enseignements, ils sont issus de traductions et d'une succession de copies qui les éloignent manifestement d'un état « originel ». De leur côté, les différentes écoles du Mahayana s'appuient sur d'autres sutras, présentés comme l'enseignement du Bouddha, mais révélé lors d'une deuxième puis une troisième mises en mouvement de la roue de la Loi, qui auraient contenu un enseignement plus profond et auraient été dispensées à des personnes plus accomplies que les disciples traditionnels du Bouddha. Selon la critique historique moderne, il s'agit de textes élaborés au plus tôt au dernier siècle avant notre ère et jusqu'au VIIe siècle, qui ne sont donc pas employés dans les tentatives de reconstitution des doctrines du bouddhisme primitif,,.  
Dans ces conditions, il est difficile de déterminer dans quelle mesure ces sources permettent d'approcher l'enseignement de Bouddha : certains estiment qu'il a été rapporté sans grands changements et que le contenu des textes les plus anciens peut permettre d'approcher l'enseignement authentique de Bouddha, alors que d'autres au contraire estiment qu'il a été altéré et reflète plus la pensée des générations postérieures au Bouddha que celle du maître dont elles se revendiquent. Il n'y a à tout le moins aucune garantie que les textes même les plus anciens rapportent fidèlement la parole de Bouddha.

### La doctrine du Bouddha

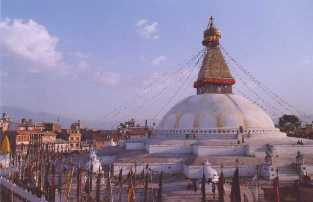
Temple de Bodnath à Katmandou (Népal).

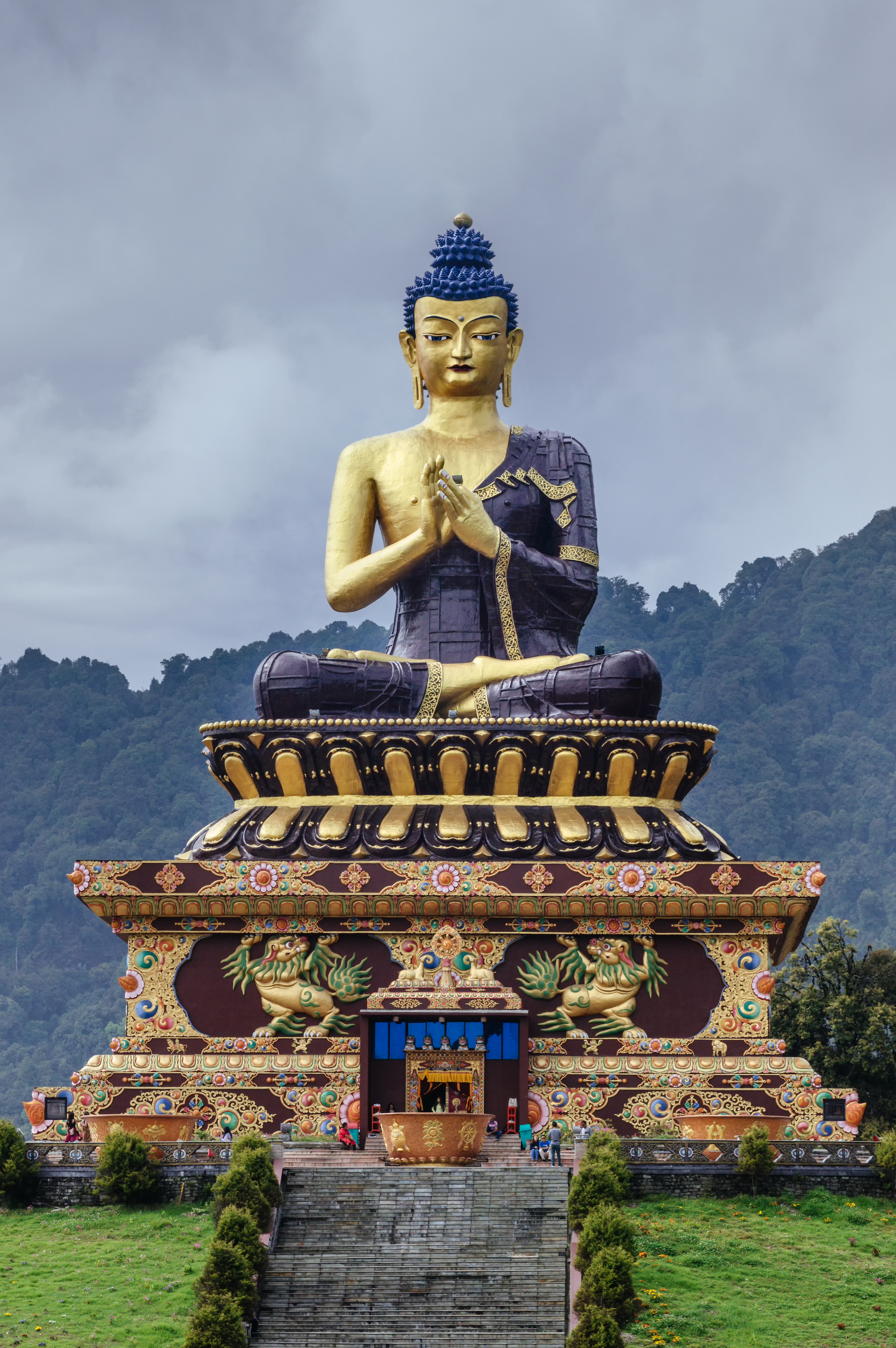
Statue de Siddhartha Gautama à Ravangla en Inde. Photo mai 2018.

Selon la tradition bouddhiste, le Bouddha n'est pas à proprement parler l'inventeur de la doctrine qu'il enseigne, qui est intemporelle. Il est celui qui redécouvre la vérité durant l'ère actuelle, mais cette vérité a déjà été découverte et enseignée par le passé par d'autres Bouddhas, et le sera dans le futur par d'autres Bouddhas. Une autre caractéristique essentielle de cette vérité est qu'elle peut être apprise, transmise et diffusée, et donc donner naissance à une tradition bouddhiste.
S'il est une doctrine qui peut être considérée comme fondamentale pour toutes les traditions bouddhistes et donc rattachable avec le moins d'incertitudes à l'enseignement authentique du Bouddha, c'est celle des « Quatre nobles vérités » (sanskrit catvāry āryasatyāni, pali cattāri ariyasaccāni) relatives à la « souffrance », dukkha (en pali ; duḥkha en sanskrit), à son origine (samudaya), à sa cessation (nirodha) et à la voie (margha) vers cette dernière,,. Selon la tradition, elles sont d'abord délivrées lors du sermon de Benarès aux cinq bhikkus (moines) qui ont par le passé été les compagnons du futur Bouddha, et rapporté dans le Dhammacakkappavattana Sutta : 

« Voici, ô bhikkus, la Noble vérité sur dukkha. La naissance est dukkha, la vieillesse est dukkha, la maladie est dukkha, la mort est dukkha ; être uni à ce que l'on n'aime pas est dukkha ; être séparé de ce que l'on aime est dukkha, ne pas avoir ce que l'on désire est dukkha ; en résumé, les cinq agrégats de l'attachement sont dukkha.

Voici, ô bhikkus, la Noble vérité sur la cause de dukkha. C'est cette « soif » (désir, taṇhā) qui produit la re-existence et le re-devenir, qui est liée à une avidité passionnée et qui trouve une nouvelle jouissance tantôt ici, tantôt là, c'est-à-dire la soif des plaisirs des sens, la soif de l'existence et du devenir, et la soif de la non-existence (auto-annihilation).

Voici, ô bhikkus, la Noble vérité sur la cessation de dukkha. C'est la cessation complète de cette soif : la délaisser, y renoncer, s'en libérer, s'en détacher.

Voici, ô bhikkus, la Noble vérité sur le Noble sentier qui conduit la cessation de dukkha. C'est le Noble sentier Octuple, à savoir : la vue juste, la pensée juste, la parole juste, l'action juste, le moyen d'existence juste, l'effort juste, l'attention juste, la concentration juste. »

Des sermons postérieurs complètent ce discours, comme celui rapporté par l’Anattalakkhaṇa Sutta, qui aurait été délivré cinq jours après le premier au même auditoire et précise le principe des « cinq agrégats » (skandha).
La doctrine du Bouddha reprend les principes de la pensée religieuse indienne de son temps, à savoir que les individus sont pris dans un cycle de renaissances (samsara), que leurs conditions dans chacune de leurs vies est déterminée par leurs actes (karma) passés, et que ce cycle de renaissances est une mauvaise chose et qu'il faut parvenir à y mettre fin, à s'en libérer. La pensée bouddhiste présente plusieurs développements spécifiques. Un des principaux concepts, aussi un des plus discutés tant il est difficile à concilier avec la notion de rétribution des actes, est l’anātman, le « non-soi » (ou « non-être »), l'idée qu'en dépit des renaissances successives il n'y a pas d'être permanent et durable entre chacune de ces existences (ātman, le « soi »), à la différence de ce que postulent les autres pensées indiennes. C'est ce que traduit le concept d'impermanence (anitya), autre notion cardinale du bouddhisme. Le non-être est plus précisément un agrégat de cinq facteurs (skandha : forme corporelle, sensations, perceptions, formations mentales, conscience) qui donnent l'illusion d'une individualité, mais se recomposent régulièrement. Les actes sont ce qui retiennent les êtres dans le cycle des réincarnations : ils sont cause et effet, on hérite de son acte passé et on se réincarne à cause d'eux, la comparaison avec le lien entre la graine et le fruit étant couramment invoquée pour illustrer cette idée. Les actes ne portent conséquence que s'ils sont intentionnels, et pour cela il convient de mettre fin à l'intention, qui crée une chaîne causale qui enchaîne au cycle des renaissances. Il convient donc d'éradiquer ce qui motive les actes, des passions, en premier lieu la « soif » (tṛ́ṣṇā en sanskrit, taṇhā en pali), ou plus exactement le désir, qui font que l'existence est une « souffrance », duḥkha, ou plus exactement un état d'insatisfaction, qui dérive de l'ignorance de la véritable nature des choses. C'est pour cela que la première vérité est la prise de conscience de cette souffrance dissimulée derrière le voile de l'illusion. Ensuite, en atteignant l'extinction des désirs, on met fin aux actes et à la souffrance, et le cycle des renaissances cesse par le nirvana (état de « non-mort », amṛta) qui transcende toute souffrance. La voie vers la fin du cycle des renaissances telle qu'elle est tracée dans la quatrième vérité repose sur le « noble Chemin octuple », un ensemble de pratiques devant permettre l'accès à l'Éveil, qui est simplifié en trois « disciplines » : l'éthique (śīla), la méditation (samādhi) et la sagesse (prajñā),,.
Dans le contexte des débats religieux de son temps, Bouddha adopte une approche originale : il opte pour une « voie moyenne » qui renvoie dos-à-dos aussi bien la recherche personnelle des plaisirs que l'ascétisme. Il se focalise sur le développement spirituel, ne s'intéresse pas vraiment à ce qu'il ne considère pas comme pertinent pour son but, proposant selon L. S. Cousins une sorte de « bon sens spirituel » (« spiritual common sense ») qui rejette superstition et ritualisme tout autant que le matérialisme. C'est une personnalité religieuse singulière même en son temps, quoiqu'il présente des similitudes avec Mahavira le fondateur/réformateur du Jaïnisme, par son individualité, son indifférence à la tradition védique, son usage de la parole. Il s'oppose à la religion védique des Brahmanes en élaborant des concepts différents des leurs, comme la notion d’anātman impermanent qui s'oppose à l’ātman permanent brahmanique, ou en les réinterprétant, comme le karma bouddhiste qui est entendu comme toute forme d'action et prend une dimension éthique et morale, alors qu'il désigne les actes rituels dans la terminologie védique. Dans le domaine social, il a également été souligné que la pensée de Bouddha s'oppose au système des castes traditionnel, et il semble qu'il accorde plus de place aux femmes.
Les récits qui le concernent, s'ils sont fiables, semblent révéler d'évidents talents dans l'art du discours et de l'enseignement, notamment une grande capacité à s'adapter à son auditoire. L'efficacité de son premier sermon et des Quatre nobles vérités a notamment été mise en avant, en particulier sa structure de type médical, diagnostiquant d'abord la maladie, puis identifiant sa cause, déterminant ensuite si elle est guérissable, avant de proposer le remède.

### La formation de la communauté bouddhiste
Le Bouddha fonde la communauté des moines et des nonnes bouddhistes (saṅgha), à laquelle il incombe de perpétuer ses enseignements après sa disparition. 
Concrètement une personne devient un moine (sanskrit bhikṣu, pali bhikku, « mendiant ») quand il accepte de suivre le Bouddha lorsque celui-ci lui dit « Viens, moine ». Les textes bouddhistes désignent les disciples du Bouddha par le terme śrāvaka, littéralement « auditeur ». Ces disciples sont également souvent des arhats, « méritants », êtres qui ont atteint l'Éveil, statut qui constitue l'objectif à atteindre dans les écoles du bouddhisme ancien. Divers récits relatent le moment de leur Éveil, qui survient généralement à l'écoute d'un discours du Bouddha : les cinq ascètes qui deviennent ses disciples après le sermon de Bénarès l'atteignent après avoir écouté le second sermon, Shariputra en écoutant le Bouddha converser avec un autre moine, alors qu'il évente son maître, et Ananda durant la nuit qui suit la mort du Bouddha. Dans les traditions mahayana en revanche, la place des śrāvaka et des arhats est reléguée à un rang secondaire au profit de celle des bodhisattvas, à qui sont réservés les enseignements plus élevés de la deuxième et de la troisième mises en branle de la roue du dharma.
Quoi qu'il en soit la tradition bouddhiste a retenu l'existence de plusieurs disciples éminents du Bouddha, qui ont une grande place dans les écrits de cette religion. Par le passé un groupe de dix principaux disciples du Bouddha était distingué, constitué par ceux qui ont été les plus proches du maître durant sa dernière vie terrestre (et qui l'ont également croisé durant leurs vies antérieures). Ils ont chacun une spécificité. L'ordre de préséance peut varier, mais les trois plus importants sont Mahakashyapa, spécialiste de l'ascèse, Shariputra, spécialiste de la sagesse, et Ananda, cousin germain du Bouddha, celui qui garde en mémoire les paroles du Bouddha, et auquel on attribue la rédaction des sutras. Ce groupe comprend aussi Maudglyayana, qui est le premier dans la maîtrise des pouvoirs surnaturels, Upāli qui est le spécialiste de la discipline, et Rahula, le fils du Bouddha, patron des novices. Les groupes constitués par les arhats, dans lesquels on retrouve les précédents, sont plus divers, et ont une importance notable dans le Bouddhisme de l'Est, et aussi au Tibet. Leur nombre se serait élevé à 500, ce qui est une manière de dire qu'ils sont très nombreux. Avec le temps la tradition a retenu un groupe de seize arhats auxquels le Bouddha aurait demandé de rester dans le monde jusqu'à la dernière vie du futur Bouddha, Maitreya. De nombreuses histoires sont attachées à Pindolabharadrāja, particulièrement vénéré au Japon. Rahula et Nagasena font également partie de ce groupe,.
Selon ce qui ressort de la tradition bouddhiste, le Bouddha et ceux qui le suivent sont au départ un groupe d'ascètes errants, qui vit de peu. Après quelques années s'est apparemment instaurée l'habitude de rester au même endroit pendant la saison des pluies (environ de mi-juillet à mi-octobre), où des mécènes leur construisaient des abris. Ces aménagements seraient l'origine des premiers monastères bouddhistes, à partir du moment où ils ont pris l'habitude de résider en un même lieu tout au long de l'année, la sédentarisation de la communauté bouddhiste intervenant assez rapidement. 
Après les premières années d'enseignement et le recrutement de disciples de plus en plus nombreux, la nécessité de créer des règles de vie intervient. Elle se fait au gré des événements, quand se présente la nécessité d'énoncer une règle. Les textes de discipline monastique (vinaya) comportent donc des histoires expliquant la circonstance de mise en place des règles qu'ils décrivent. Ainsi le principe selon lequel les moines devaient être abstinents sexuellement est énoncé après qu'un disciple de Bouddha ait rejoint sa famille à la demande de sa mère afin de mettre au monde un héritier à même de perpétuer sa lignée, ce qui lui vaut d'être critiqué vertement par le Bouddha. 
La communauté est traversée par divers événements menaçant plus ou moins sa stabilité. La tradition bouddhiste rapporte un schisme dès la vie du Bouddha, celui que provoque un de ses cousins et disciples, Devadatta, tenant d'une pratique ascétique plus rigoureuse, qui implique notamment de renoncer à la consommation de viande et de vivre dans la forêt. Comme il échoue à convertir les autres membres de la communauté à ses vues, il tente de provoquer la mort du Bouddha en dirigeant un éléphant contre lui, mais le Bouddha parvient à calmer l'animal. Une autre dispute au sein de la communauté a lieu au sujet de la manière de se comporter proprement lorsqu'on allait aux toilettes ; incapable de réconcilier les moines impliqués dans l'affaire, le Bouddha alla se réfugier dans la forêt pour toute la saison des pluies.
La communauté bouddhiste comprend aussi des femmes. L'anecdote ayant conduit à leur intégration est fameuse. Mahaprajapati, la tante et belle-mère du Bouddha, celle qui l'a élevé, lui demande de l'accepter dans la communauté monastique avec d'autres femmes, qui sont des épouses d'hommes devenus moines. Il refuse, mais elles décident tout de même de se raser le crâne et de le suivre lui et ses disciples. Ananda intercède en leur faveur, et au bout de sa troisième demande Bouddha finit par céder, en posant plusieurs règles de vie spécifiques aux nonnes, plus restrictives que pour les moines, notamment le fait qu'une nonne ait toujours un rang inférieur à celui d'un moine, quelle que soit leur ancienneté dans la communauté. Le récit se termine par les paroles pleines de ressentiment du Bouddha, qui proclame que s'il n'avait pas cédé son enseignement aurait perduré un millier d'années, mais que désormais il ne durerait que cinq cents ans. Ce récit reflète le fait que les femmes sont couramment perçues comme un danger dans le bouddhisme primitif, ce qui explique aussi pourquoi les hommes devenant moines doivent se séparer de leurs épouses. Mais d'un autre côté le fait d'accepter des femmes au sein d'un groupe religieux, et donc de leur reconnaître la possibilité de prendre le chemin du salut, semble inédit pour l'époque. L'épouse abandonnée du Bouddha, Yashodhara aurait intégré l'ordre monastique, et serait devenue une arhat dotée de pouvoir surnaturels.
Les enseignements du Bouddha attirent aussi à lui des laïcs, qui n'intègrent pas la communauté monastique. Les récits évoquent surtout ceux qui deviennent ses mécènes, par exemple des femmes riches qui fournissent à Bouddha et aux moines de quoi se nourrir et se vêtir, des lieux où se loger, des remèdes médicaux. Il leur professe plutôt de se comporter en épouses et mères dévouées au sein de leur foyer, afin de bénéficier d'une renaissance favorable. Les protecteurs les plus éminents du Bouddha sont de rang royal, le plus important étant Bimbisara, le souverain du puissant royaume de Magadha, qui offre un lieu de retraite au Bouddha pour des saisons des pluies, puis fait ériger pas moins de dix-huit monastères dans sa capitale Rajagriha et ses environs.

## Vies antérieures

### Des récits édifiants
Les récits sur les vies antérieures du Bouddha, les Jātakas (« naissance », « nativité »), jouissent d'une grande popularité dans la tradition bouddhiste, qui se retrouve aussi bien dans les écrits que les représentations artistiques, qui en ont fait un de leurs thèmes de prédilection. Ils se comptent par centaines, le canon pali en compilant pas moins de 547 dans le Khuddaka Nikāya. Un autre recueil majeur, en sanskrit, est le Jātakamāla d'Aryashura. Leur narrateur est le Bouddha historique lui-même, qui a acquis le pouvoir de se remémorer ses vies passées, alors qu'il était un bodhisattva, un Bouddha en devenir. Les protagonistes de ces histoires sont des animaux comme des humains ou des divinités, essentiellement des personnages masculins, des êtres qui par la suite sont renés jusqu'à devenir le Bouddha historique. Ils présentent en particulier une des vertus cardinales du Bouddhisme, et croisent aussi des vies antérieures de divers personnages amenés à côtoyer le Bouddha dans sa dernière vie (par exemple les antagonistes sont souvent des incarnations antérieures de Devadatta). Ces récits puisent leur inspiration dans des fables et contes du folklore indien, et mettent en exergue les différentes valeurs bouddhistes voire des motifs de sagesse « universelle », ayant un rôle édifiant pour les fidèles. Ils montrent que le futur Bouddha a manifesté dans toutes ses vies antérieures des qualités exceptionnelles annonciatrices de son destin. Il sait tirer le meilleur parti possible des différentes conditions d'existence qu'il a connu en accomplissant des actes méritoires en toute circonstance,,.

### Exemples
Des récits rapportent comment Bouddha rencontre dans ses vies antérieures les différents Bouddhas qui le précèdent. Les recueils des vies du Bouddha commencent souvent par sa rencontre avec Dipankara, qui remonte à une ère très reculée, alors qu'il est un ascète nommé Sumedha. Il fait à ce moment le vœu de devenir un bouddha dans une ère à venir, et reçoit de Dipanka la confirmation que c'est le destin qui l'attend.
Un des récits de vie antérieure du Bouddha les plus célèbres est le Vessantara Jātaka, qui relate la vie du prince Vessantara, l'antépénultième incarnation du Bouddha et le parangon de la générosité (dāna). Ce récit relate en effet comment, mû par son infinie générosité, il se dépouille progressivement de son statut et de ses biens, jusqu'à donner ses propres enfants à un brahmane malfaisant, ce qui le conduit à vivre dans le dénuement le plus complet. Puis le roi des dieux Shakra (Indra) se présente sous une identité cachée et lui demande son épouse, ce à quoi Vessantara consent, mais il s'agissait d'une dernière épreuve qui confirme au dieu la qualité exceptionnelle du prince. Ce dernier revient finalement dans son pays, où son père le roi a racheté ses enfants, et le dieu Shakra fait pleuvoir des joyaux sur le palais.
Parmi les autres récits de vie antérieure du Bouddha dans lesquelles il est un homme, un autre relate l'histoire du prince Mahāsattva sacrifiant sa vie en incisant son corps, vers le site de l'actuel monastère de Thrangu Tashi Yangtse, pour permettre à une tigresse affamée de nourrir ses cinq tigrons. Une autre fois il est un marchand dont le navire coule, qui choisit de se suicider de façon que ses quatre compagnons survivants s'accrochent à son corps flottant pour survivre. Parmi les histoires dans lesquels il est un animal, une raconte comment, alors qu'il est un lapin, il se jette dans le feu afin de permettre à un sage affamé de le manger, une autre rapporte une vie dans laquelle il est un éléphant aidant sept cents hommes à survivre dans le désert en les guidant vers une carcasse d'éléphant qui va leur servir à se nourrir. 
Les vies dans lesquelles il est une femme sont rares. Une fois il est une femme d'une grande beauté nommée Rupyavati, qui coupe ses seins pour les donner à une femme et à son jeune enfant qui sont sur le point de mourir de faim. Son époux accomplit un « acte de vérité », une sorte de serment, qui lui permet de les récupérer. Le dieu Shakra, intrigué par sa grande générosité, vient à sa rencontre, là encore sous un déguisement, constate sa valeur, et à sa demande il la transforme en homme, désormais nommé Rupyavata, qui devient le roi de son pays.
Dans son avant-dernière vie, le Bouddha est une divinité du nom de Shvetaketu, résidant au domaine des êtres célestes nommés Tushita, les « Satisfaits ». Suivant un principe de succession des Bouddhas, il a été désigné et intronisé à la tête de ce paradis par le Bouddha Kashyapa, alors que celui-ci s'apprêtait à entamer sa dernière renaissance. Il vit dans ces cieux dans l'attente du moment propice pour sa propre dernière renaissance, qui doit se faire dans le monde des humains, plus propice à éprouver la souffrance conduisant à la réalisation des Quatre nobles vérités. Il sélectionne scrupuleusement le moment de sa réincarnation et la famille dans laquelle il va renaître, intronise à son tour le Bouddha qui va venir après lui, Maitreya, qui prend sa place aux cieux Tushita, puis part pour sa dernière vie, dans laquelle il doit atteindre l'Éveil, comme annoncé par ses vies antérieures. Le départ des cieux sert couramment d'introduction pour les récits de la vie du Bouddha historique.

## La nature du Bouddha

### Les caractéristiques de la bouddhéité
La nature du Bouddha historique suscite diverses interrogations dans les textes bouddhistes, qui la présentent parfois comme mystérieuse : né homme, après son Éveil il transcende cette condition, mais le fait qu'il soit désigné comme un « Bouddha » indique qu'il est autre chose qu'un dieu, car il a également dépassé ce statut. Les textes bouddhistes anciens emploient également le terme Arhat (pali arahant), « méritant », une personne qui a atteint un stade suffisant pour atteindre le nirvana, mais il est considéré que le Bouddha a atteint un stade supérieur de connaissance à celui des autres Arhats, devenant l'enseignant suprême,.
Les caractéristiques de la bouddhéité, l'état de Bouddha, être qui a atteint l'Éveil, dont dispose le Bouddha, sont décrites dans plusieurs textes. Pour le définir, plusieurs écrits affirment qu'il fait corps avec le Dharma, qu'il est devenu le Dharma. Il dispose d'un ensemble de qualité supérieures qui le distinguent des autres êtres, comme un groupe de dix pouvoirs de conscience pénétrante, de quatre caractéristiques suprêmes qui font qu'il ne craint rien, et une compassion suprême pour tous les autres êtres. À cela s'ajoutent un corps et des pouvoirs spécifiques (voir plus bas). Les textes le présentent également comme une puissance cosmique, un personnage maître du temps et de l'espace. 
Ces différents traits ne sont pas propres au Bouddha historique, ils sont partagés par tous les êtres qui ont atteint et atteindront l'état de Bouddha. Il n'est pas clair si cette idée qu'il y a plusieurs Bouddhas existe dès les débuts du Bouddhisme, mais elle est présente assez tôt. Ces différents êtres présentent de nombreuses caractéristiques communes et ont des vies similaires. Ils sont censés chacun expérimenter l'Éveil par leurs propres moyens et au même endroit, dans un monde qui ne connaît pas le bouddhisme, et ainsi rétablir le Dharma, jusqu'à ce qu'il disparaisse et qu'un Bouddha suivant, qu'ils ont rencontré et reconnu comme leur successeur au moment d'entamer leur dernière vie, arrive pour le redécouvrir et le restaurer à son tour. Des courants de la tradition Mahayana ajoutent à cette idée d'une lignée de Bouddhas, qui implique qu'il n'y en ait qu'un seul en même temps, l'idée que plusieurs Bouddhas puissent exister au même moment,.

### Le corps du Bouddha
Le corps (kāya en sanskrit) du Bouddha a fait l'objet de nombreuses spéculations dans les différentes écoles bouddhistes. Dès les temps anciens, on retient qu'il comprend trente-deux marques spéciales indiquant la bouddhéité, qui ont été identifiés par les devins dès son enfance et ont permis de prédire son destin hors du commun. Il s'agit par exemple de la marque d'une roue sur ses pieds et ses mains, d'une protubérance au-dessus de la tête, des yeux bleus, de longues oreilles, la peau dorée, etc. Il est plus généralement considéré que son corps est sublime, reflet de sa perfection, et que sa puissance spirituelle lui donne un éclat en mesure d'attirer des êtres célestes. 
Bouddha est également capable de se manifester sous d'autres formes corporelles : un corps fait d'esprit (manomayakāya), qui lui sert à s'élever vers les Cieux pour aller enseigner la Loi à la réincarnation de sa mère. Ses pouvoirs psychiques lui permettent aussi de créer des copies de son corps. Ses manifestations physiques de son corps sont désignées par le terme rupakāya, qui à sa mort fourni ses reliques. Une autre idée développée dès les temps anciens assimile le Dharma au corps du Bouddha, dharmakāya ; ce terme désigne aussi le corpus d'enseignements laissé par Bouddha après son départ, et, dans la tradition Theravāda, l'ensemble des qualités spirituelles du Bouddha. 
Le bouddhisme Mahayana a poursuivi les réflexions sur le corps du Bouddha, et celui des Bouddhas en général. Le Sutra du Lotus développe ainsi l'idée qu'il existe un Bouddha céleste, transcendant, appelé Shakyamuni, qui a atteint l'Illumination il y a des lustres, et se manifeste ici-bas sous la forme de Bouddhas terrestres, dont le Bouddha historique (appelé aussi Shakyamuni), qui est donc une projection, lui servant à dispenser ses enseignements aux humains. Cela aboutit par la suite à l'idée qu'un Bouddha a trois corps différents (trikāya) : le corps spirituel (ou corps de vérité) dharmakāya qui est son corps originel, sa nature ultime et donc le seul à être « réel », le corps de félicité sambhogakāya qui réside un monde spécifique (champ de bouddha), qui lui sert notamment à enseigner à des bodhisattvas et des êtres célestes, et enfin le corps d'émanation (ou de transformation) nirmāṇakāya par lequel il se manifeste dans le monde et enseigne aux humains,,.

### Charisme et pouvoirs
Après son Éveil, le Bouddha est bien plus qu'un être humain, et développe tout un ensemble de facultés extraordinaires, voire magiques. Divers récits lui attribuent un charisme qui en impose à tous les êtres vivants, y compris aux animaux ; il parvient ainsi à dompter un éléphant tueur d'hommes qui chargeait droit sur lui. 
Ses méditations lui ont plus permis d'acquérir tout un ensemble de « supersavoirs » (abhijñā), ce qui se traduit par exemple par le fait qu'il est capable de se souvenir de ses vies antérieures, et qu'il peut prédire l'avenir, notamment les naissances futures d'une personne.
Il développe des « pouvoirs psychiques » (rddhi), qui sont la conséquence de « la grande puissance intérieure développée par certaines méditations. » Une histoire relate ainsi comment, mis au défi de démontrer ses pouvoirs supranormaux, il s'élève dans l'air et fait jaillir du feu et de l'eau de son corps. Il a également des pouvoirs de guérison. Mais les récits indiquent aussi que le Bouddha ne souhaitait pas abuser de ses pouvoirs psychiques, qu'il avait tendance à dissuader ses disciples de les utiliser, et se méfiait du fait qu'ils puissent générer un prestige et un attachement à sa personne excessifs.
Les différentes traditions bouddhistes ne concordent pas quant à savoir si la puissance du Bouddha est restée dans le monde après son nirvana. Les tendances dans le Theravāda sont de considérer que sa disparition est totale et qu'il n'en reste rien, mais beaucoup de communautés bouddhistes se comportent comme si une partie de son pouvoir était restée dans le monde. Dans le culte, les reliques du Bouddha sont les réceptacles principaux de la puissance du Bouddha, ce qui explique la vénération des stūpas qui les renferment, et les récits miraculeux qui les entourent.

## Dévotion au Bouddha
Bouddha est un objet de vénération de la part des Bouddhistes, aussi bien de façon individuelle (par des offrandes, des prières) aussi bien que collective (par des fêtes, notamment les célébrations de sa naissance). Même s'il n'est plus présent dans le monde, il est généralement considéré qu'une partie de sa puissance réside dans ses reliques et ses images, ce qui explique notamment le développement de pèlerinages autour de ses reliques et des lieux des épisodes marquants de sa vie. 
Il n'est cependant pas le seul Bouddha à être vénéré par les bouddhistes, loin de là, et pas forcément celui qui est le plus vénéré. Dans la tradition Theravāda il est l'objet principal de dévotion, en revanche dans le Mahayana et le Vajrayana d'autres bouddhas ainsi que des bodhisattvas font l'objet d'un culte important.

### Vénérer le Bouddha?
La question de savoir s'il était approprié de vénérer le Bouddha est abordée dans plusieurs textes bouddhistes anciens. Dans le Samyutta Nikāya, Bouddha réprimande le moine Vakkali lorsque celui-ci lui proclame son souhait de le vénérer. Plusieurs textes insistent sur le fait qu'il ne faut pas adorer le Bouddha, mais le Dharma, la Loi qu'il a enseignée : dans le Dīgha Nikāya, il dit à Ananda que la meilleure façon de le vénérer, c'est de vénérer le Dharma ; dans le Mahāparinibbāṇa Sutta, alors qu'il est sur le point d'en finir avec son existence, il indique à ce même disciple que sa présence physique n'est pas nécessaire, que ce qui compte c'est le Dharma qu'il a laissé, qui doit être le seul guide pour ses disciples après son départ. Mais ce dernier texte porte aussi en germe la pratique de la vénération des reliques du Bouddha, puisque celui-ci explique à Ananda qu'après sa crémation il conviendra de placer ses reliques dans les stūpas et qu'ils y seront un objet d'adoration.

### Le «Premier Refuge»
Bouddha est une figure majeure de tous les courants du Bouddhisme, quand bien même on ne le considérait pas comme le seul Bouddha ayant existé ni comme le principal objet de dévotion. Il est le fondateur, l'exemple à suivre, celui qui est parvenu à l'illumination dans cette période cosmique, puis a dispensé son savoir, montrant ainsi la Voie à suivre. Selon une formule courante prononcée au début des rituels Theravāda, il est le premier des Trois Refuges invoqués par les personnes souhaitant proclamer leur engagement dans le bouddhisme, aussi désignés comme les « Trois Joyaux » car ils sont perçus comme des trésors spirituels,,. Bien qu'il puisse aussi désigner au sens large tous les Bouddhas, le terme Bouddha fait ici principalement référence à Siddharta Gautama, car il est celui qui par son enseignement a permis les deux autres, le dharma et la samgha,.

### Offrandes, prosternations et chants
La forme de vénération la plus courante dans les pays bouddhistes est « honorer le Bouddha » (buddha pūjā), ce qui peut être fait dans un temple comme devant un autel domestique, et qui consiste concrètement en des offrandes devant une image du Bouddha (fleur, petite lampe, nourriture, voire de l'argent). Ce rituel permet au dédicant de concentrer son esprit sur le Bouddha, et d'acquérir du mérite. Ces offrandes peuvent être faites au quotidien, mais sont plus particulièrement accomplies lors des fêtes consacrées au Bouddha. Lorsqu'elles ont lieu dans un sanctuaire, la personne qui offre l'objet comme l'objet lui-même sont purifiés, et l'offrande est accompagnée du geste de salutation et de bénédiction, les mains jointes (añjali). 
Les offrandes se font souvent en position à genoux. Dans le Bouddhisme du Nord, on se prosterne devant les images du Bouddha et ses symboles, pratique qui se retrouve aussi, mais moins souvent, dans le Bouddhisme de l'Est.
Les offrandes s'accompagnent aussi de chants, en général sous des formes courtes, de façon à être psalmodiés, en même temps qu'un chapelet est égrainé. Dans le bouddhisme Theravāda, une formule courante en l'honneur du Bouddha est « Honneur au Seigneur, l'Arahat, le parfaitement et totalement Illuminé ! » Le Bouddha est souvent prié en même temps que les deux autres refuges,.

### Reliques et pèlerinages
La vénération des reliques du Bouddha est une des principales formes de dévotion dans le bouddhisme depuis au moins le IIIe siècle av. J.-C. Selon la tradition, le grand roi Ashoka aurait organisé à cette époque la diffusion de la bagatelle de 84 000 reliques du Bouddha, dispersées dans autant de lieux. Enfouies sous un stūpa, les parties du corps du Bouddha sont tenues pour receler une portion de sa puissance, et sont donc un objet de vénération. Le principal lieu de culte du Sri Lanka est le Temple de la Dent de Kandy, qui passe pour renfermer une canine du Bouddha. Les lieux où se trouvent des reliques du Bouddha sont d'importants lieux de pèlerinage pour les Bouddhistes. Les lieux où se sont déroulés des moments majeurs de la vie du Bouddha sont également d'importants lieux de pèlerinage, comme Bodh Gaya où il atteint l'Illumination et où se trouve un arbre de la Bodhi qui descendrait de l'arbre sous lequel Bouddha se trouvait lors de ce moment.

### Fêtes
Plusieurs fêtes bouddhistes majeures font références aux grands moments de la vie du Bouddha. Dans les pays de tradition Theravāda, la grande fête de Vesak, qui se tient à la pleine lune du cinquième mois (avril-mai), commémore à la fois la naissance, l’Éveil et la disparition du Bouddha, qui se seraient produits un même jour de l'année. C'est l'occasion de décorer les maisons avec des bannières et des lanternes, d'exposer des scènes de la vie du Bouddha, de ses vies antérieures, aussi d'accomplir un pèlerinage,. 
L'ONU décide par la résolution 54/115 de 1999 que des dispositions appropriées seront prises pour que la Journée du Vesak soit célébrée sur le plan international au Siège de l’Organisation des Nations unies. En l'an 2000, en tant que remerciement, la Thaïlande, le Sri Lanka, ainsi que la Birmanie ont décidé de transférer douze de ses ossements au siège des Nations unies, à New York,.
Dans le bouddhisme du Nord on célèbre à peu près au même moment l’Éveil, le nirvana, le premier sermon et la descente des cieux du Bouddha, sa naissance étant célébrée huit jours avant. En Chine et en Corée la naissance du Bouddha est célébrée en mai, en revanche au Japon elle a lieu le 8 avril, lors de la fête des fleurs (Hana matsuri). Son Éveil est célébré le 8 décembre, et son nirvana le 15 février (ou mars).

## Images du Bouddha
Les images du Bouddha sont un important objet de vénération dans les sanctuaires bouddhistes. Les pratiques les plus anciennes le représentent sous des formes symboliques : un trône vide, l'empreinte de son pied, l'arbre de la Bodhi, la roue du Dharma. Puis à partir du début de notre ère les sculptures du Bouddha deviennent un support majeur de vénération. 
Les différentes traditions bouddhistes ne concordent pas quant à savoir quelle fonction et quelle puissance leur accorder : pour le Theravāda, il s'agit plutôt d'un rappel des accomplissements et de l'enseignement du Bouddha, suscitant l'émerveillement, la contemplation, l'inspiration, tandis que dans le Mahayana et le Vajrayana elles sont investies de pouvoirs. Mais même dans les traditions Theravāda il y a une croyance comme quoi la statue du Bouddha est associée à la « force de Bouddha » qui est restée dans ce monde après sa mort. Elle doit faire l'objet d'une consécration, qui est un moment important et potentiellement dangereux, le peintre qui va peindre les yeux de la statue se purifie avant de le faire, et le fait en regardant un miroir plutôt que la statue. La cérémonie de consécration « anime » une statue, qui est dès lors réputée vivante, certaines sont investies d'une grande puissance, se voient attribuer des miracles. Mutiler une statue est un sacrilège, qui était passible de mort dans la Thaïlande médiévale. Même lorsqu'un fidèle installe une statue du Bouddha chez lui il devra la traiter avec le respect approprié : elle sera placée en hauteur, plus haut que les hommes, et loin de toute souillure.

## Gautama Bouddha dans les autres religions

### Hindouisme, Inde et Népal

Emblème de l'Inde, symbole du premier Empire de l'Inde entière, celui d'Ashoka.

La Roue de la Loi, symbole bouddhiste sur le drapeau indien.

En Inde et au Népal, tous les lieux associés à la vie du Bouddha sont toujours des centres de pèlerinage, non seulement pour les bouddhistes, mais aussi pour les hindous de tous les milieux, car, en tant que neuvième avatar de Vishnou,  on le considère comme un grand gourou (« maître », en sanskrit).

### Christianisme
Dans le christianisme, la légende du Bouddha est devenue celle de saint Josaphat, dont le nom proviendrait du sanskrit bodhisattva.

## Gautama Bouddha dans la culture populaire
La personne de Gautama Bouddha a inspiré nombre de créations artistiques en dehors du bouddhisme. Cette liste n'en recense que quelques-unes ; voir aussi art bouddhique.

### Littérature
- Siddhartha (1922), roman de Hermann Hesse.
- Bouddha, manga d'Osamu Tezuka paru dans un magazine de 1972 à 1983. La série fut éditée en français par Tonkam en 8 volumes[153] puis rééditée et titrée La Vie de Bouddha en édition française Deluxe puis Prestige.
- Sur les Traces de Siddhartha de Thich Nhat Hanh.
- Les Vacances de Jésus & Bouddha, manga d'Hikaru Nakamura mettant en scène Jésus et Bouddha en voyage sur Terre.

### Cinéma
- Little Buddha, de Bernardo Bertolucci, avec Keanu Reeves dans le rôle du Bouddha, 1993.
- La Légende de Bouddha (film d'animation indien), 2005
- La Vie de Bouddha, de Martin Meissonnier, 2004
- La Légende du Grand Bouddha, de Teinosuke Kinugasa, 1952
- The Light of Asia, de Prem Sanyas, 1925
- Gotoma the Buddha, 1956
- Le Conte de la princesse Kaguya, 2013
- Voir aussi Bouddhisme au cinéma
- Et Films sur le Tibet

#### Bouddhisme
- Cécile Becker, Le bouddhisme : Retracer l'histoire, comprendre les fondements et découvrir les pratiques de la religion bouddhique, Paris, Eyrolles, 2016 (ISBN 978-2-212-56362-7)
- (en) Robert E. Buswell, Jr. (dir.), Encyclopedia of Buddhism, New York, Macmillan Reference USA, 2004
- (en) Robert E. Buswell, Jr. et Donald S. Lopez, Jr., The Princeton Dictionary of Buddhism, Princeton, Princeton University Press, 2014, 1304 p. (ISBN 978-0-691-15786-3)
- Philippe Cornu, Dictionnaire encyclopédique du bouddhisme, Paris, Éditions du Seuil, 2006, 950 p. (ISBN 978-2-020-82273-2)
- Guillaume Ducoeur, Initiation au bouddhisme, Paris, Ellipses, coll. « Initiation à », 2011, 384 p.
- Louis Frédéric, Les dieux du bouddhisme : Guide iconographique, Paris, Flammarion, 1992.
- (en) Richard F. Gombrich, Theravāda Buddhism : A social history from ancient Benares to modern Colombo, Londres et New York, Routledge, 2006, 2e éd.
- Peter Harvey, Le Bouddhisme. Enseignements, histoire, pratiques, Paris, Seuil, coll. « Points Sagesses », 1993, 528 p. (ISBN 978-2-757-86294-0)
- (en) Donald S. Lopez, Jr., The Story of Buddhism : A Concise Guide to Its History and Teachings, San Francisco, HarperSanFrancisco, 2001

#### Bouddha
- André Bareau, Recherches sur la biographie du Buddha, Presses de l'École française d'Extrême-Orient, 3 vol., 1963, 1970 et 1971.
- Jean Boisselier, La sagesse du Bouddha, Paris, Gallimard, coll. « Découvertes » (no 194), 2010 (1re éd. 1993)
- (en) Heinz Bechert, « Buddha, Life of the », dans Robert E. Buswell, Jr. (dir.), Encyclopedia of Buddhism, New York, Macmillan Reference USA, 2004, 1000 p., p. 82-88
- Bernard Faure, Les Mille et une vies du Bouddha, Paris, Seuil, 2018
- (en) Richard F. Gombrich, What the Buddha Thought, Londres et Oakville, Equinox, 2009
- Daisaku Ikeda, La Vie du Bouddha. Une biographie interprétative, éditions du Rocher, coll. « Tradition », 1993  (ISBN 2-268-01570-X).
- Le Sūtra du Lotus, Les Indes savantes  (ISBN 978-2-84654-180-0).
- Thich Nhat Hanh (trad. Phillippe Kerforne), Sur les traces de Siddhartha : Découvrir les enseignements du Bouddha en cheminant à ses côtés [« Old path white clouds »], Paris, JC Lattès, coll. « Pocket », 1996, 521 p. (ISBN 978-2-266-07539-8)
- André-Ferdinand Herold, La Vie du Bouddha, L’Édition d’art, 1922 (lire sur Wikisource), « La Vie du Bouddha ». Consulté le 26 septembre 2020.
- Hans Wolfgang Schumann, Le Bouddha historique, éditions Sully, 1999.
- Alfred Foucher, La Vie du Bouddha d'après les textes et les monuments de l'Inde, Paris, Maisonneuve (maison d'édition), 1949 (réimpressions en 1987, 1993), 383 p. (ISBN 978-2-7200-1052-1), . Consulté le 26 septembre 2020.
- Marcelle Saindoin, Le Buddha comme avatāra de Viṣṇu et le mythe de Raji, Indo-Iranian Journal. 47, p. 17-44, 2004
- (en) W.J Wilkins, « The Buddha Avatāra, in Hindu Mythology, Vedic and Puranic, p.225-245 », sur sacred-texts.com, 1900 (consulté le 26 septembre 2020)
- (en) Donald Sewell Lopez, Jr., From Stone to Flesh : A Short History of the Buddha, Chicago (Ill.), University of Chicago Press, 11 avril 2013, 289 p. (ISBN 978-0-226-49320-6, lire en ligne)

#### Sources
- André Bareau, En suivant Bouddha, Paris, Ed. du Félin, 2000 [1985], 301 p. (ISBN 978-2-866-45364-0)
- (en) Donald S. Lopez, Jr. (éd.), Buddhist Scriptures, Londres, Penguin Books, coll. « Penguin Classics », 2004, 608 p. (ISBN 978-0-140-44758-3)
- Walpola Rahula (préf. Paul Demiéville), L'enseignement du Bouddha d'après les textes les plus anciens, Éditions du Seuil, coll. « Points sagesses », 1978 (réimpr. 2003), 188 p. (ISBN 2-02-004799-3)